# História de Marrocos

Brasão de Marrocos

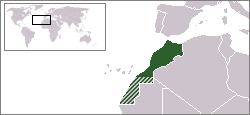
Carta de Marrocos moderno com o território reivindicado do Saara ocidental

Marrocos é um país do Norte da África cujo nome é derivado de Marraquexe (cidade imperial e capital de 1062 a 1269, e depois de 1524 a 1659). Habitado desde a Pré-história por populações berberes, o país conheceu povoamentos de fenícios, cartagineses, romanos, vândalos, bizantinos antes de ser islamizado pelos árabes. Foi em 788 que Idris I, fugindo as perseguições do Califado Abássida, e exilado nesta região, deu origem ao nascimento dum estado neste Magrebe Extremo (Maghreb el-Aqça). Marrocos guardou sempre, a não ser uma independência absoluta, pelos menos uma muito grande autonomia.
Segundo o historiador Bernard Lugan, são, entre outras, as riquezas provenientes do comércio do sul (o Saara e a África subsariana) com o norte (a Europa) que vão atrair vários tribos, com Marraquexe (a porta do deserto) por cidade chave, que, naturalmente, se tornou a capital de várias dinastias, especialmente das que têm origem no sul: (Almorávidas, almóadas, Saadianas); é a razão pela qual toda a história de Marrocos (dos Idríssidas aos Alauitas) foi marcada por este comércio.

## Os primeiros vestígios de povoamento

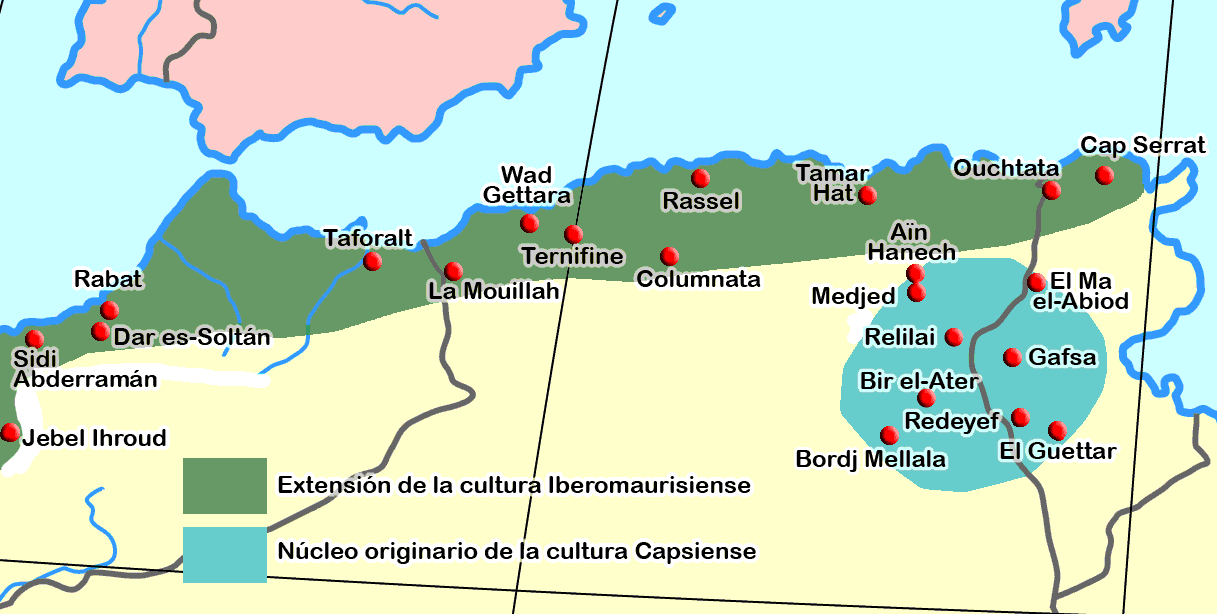
povoamento Ibero-Maurisiano

O homem deixou muitos vestígios durante todo o período pré-histórico, marca de um povoamento muito antigo, provavelmente facilitado por um clima mais favorável do que o de hoje.
Durante o Acheuliano (Paleolítico Inferior), índices que datam pelo menos de há 700 000 anos mostram uma primeira atividade humana. Esses homens viviam principalmente da colecta e da caça. A ferramenta dessa época é constituída de seixos talhados, de bifaces, de rachadores, encontrados particularmente nas áreas de Casablanca e Salé. O Musteriense (Paleolítico Médio) entre 120 000 e 40 000 a.C., é caracterizado pelo desenvolvimento das ferramentas. Este período tem rendido rodos e raspadores, particularmente na indústria da pedra de Jbel Irhoud. O período Ateriano é conhecido apenas no Norte de África. Este período é caracterizado pelo controlo da produção de ferramenta com pedúnculos para facilitar a montagem. Este período também conheceu uma mudança climática, uma vez que a fauna e a flora tornaram-se escassas, deixando o deserto do Saara.
O Paleolítico Superior é marcado pela chegada do Homo sapiens, que trazia a indústria Ibero-Maurisiana. Em Taforalt (Oujda), as ferramentas encontradas datam de 30−20 000 a.C. Ritos funerários são identificados: os mortos têm o corpo em decúbito lateral e ossos pintados. Essas populações mantêm-se até cerca de 9 000 a.C., sendo a partir daí eliminadas ou absorvidas pela chegada dos primeiros antepassados das populações berberes actuais: os capsianos (nome derivado da antiga cidade de Capsa, hoje Gafsa na Tunísia ) chegam do oriente (como demonstram estudos linguísticos, que classificam na mesma família as línguas egípcias e berberes). Sítios neolíticos mostrando o surgimento de uma sedentarização e o nascimento da agricultura são encontrados perto de Skhirat (Necrópole de Rouazi-Skhirat) e de Tetuão (grutas de Kaf Taht el Ghar e de Ghar Kahal).

## Antiguidade

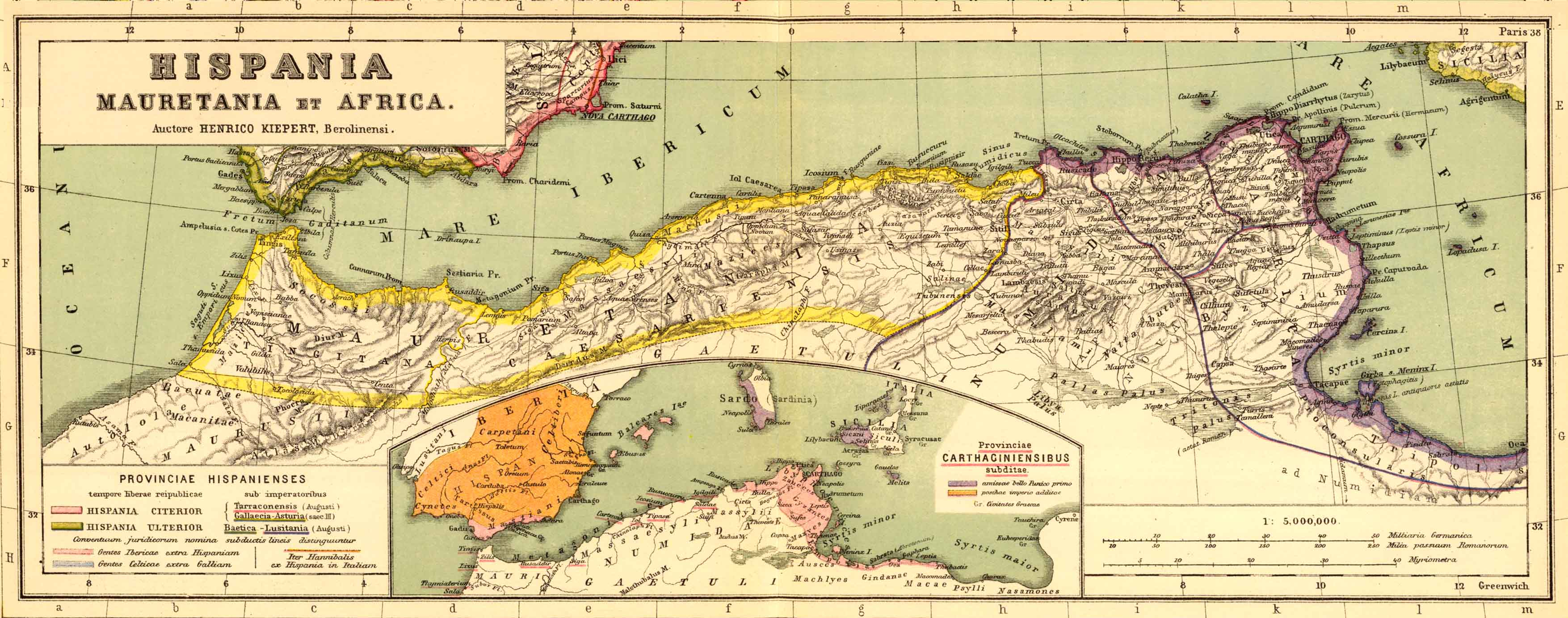
Mauritânia Tingitana ao oeste, Mauritânia Cesariana no centro-oeste, Numídia ao centro-este e África no este

Os fenícios, comerciantes empreendedores, originários da terra de Canaã, instalam seus primeiros estabelecimentos na costa de Marrocos a partir do século XI a.C. e criam feitorias como Tingi (Tânger) ou Lixo (perto de Larache). A partir da fundação de Cartago (na Tunísia), a região começa a ser verdadeiramente explorada.
A influência da civilização púnica será sentida quase mil anos em Marrocos: com efeito, a partir do século VI, os cartagineses, em busca de metais preciosos (extraídos do Atlas e do Vale do Drá), de púrpura (a partir de um molusco, o murex, encontrado em Mogadouro por exemplo, que dá o corante do mesmo nome), vão comerciar com a população local e introduzir elementos culturais próprios à sociedade fenícia.
É a partir do século IV a.C. que aparece no norte de Marrocos a primeira organização política do país: o reino da Mauritânia, resultado da federação de diferentes tribos berberes impregnadas dos valores fenício-púnicos de estado unitário. A Mauritânia tinha uma organização centralizada em torno do rei, que detinha todo o poder. As cidades eram administradas por magistrados chamados sufetes, inspirados do modelo cartaginês. Os chefes das tribos conservavam alguma autonomia, mas eram obrigados a contribuir com guerreiros para as tropas. O púnico é a língua oficial utilizada nos documentos administrativos, nas relações diplomáticas e nos cultos de Baal e Tanit.

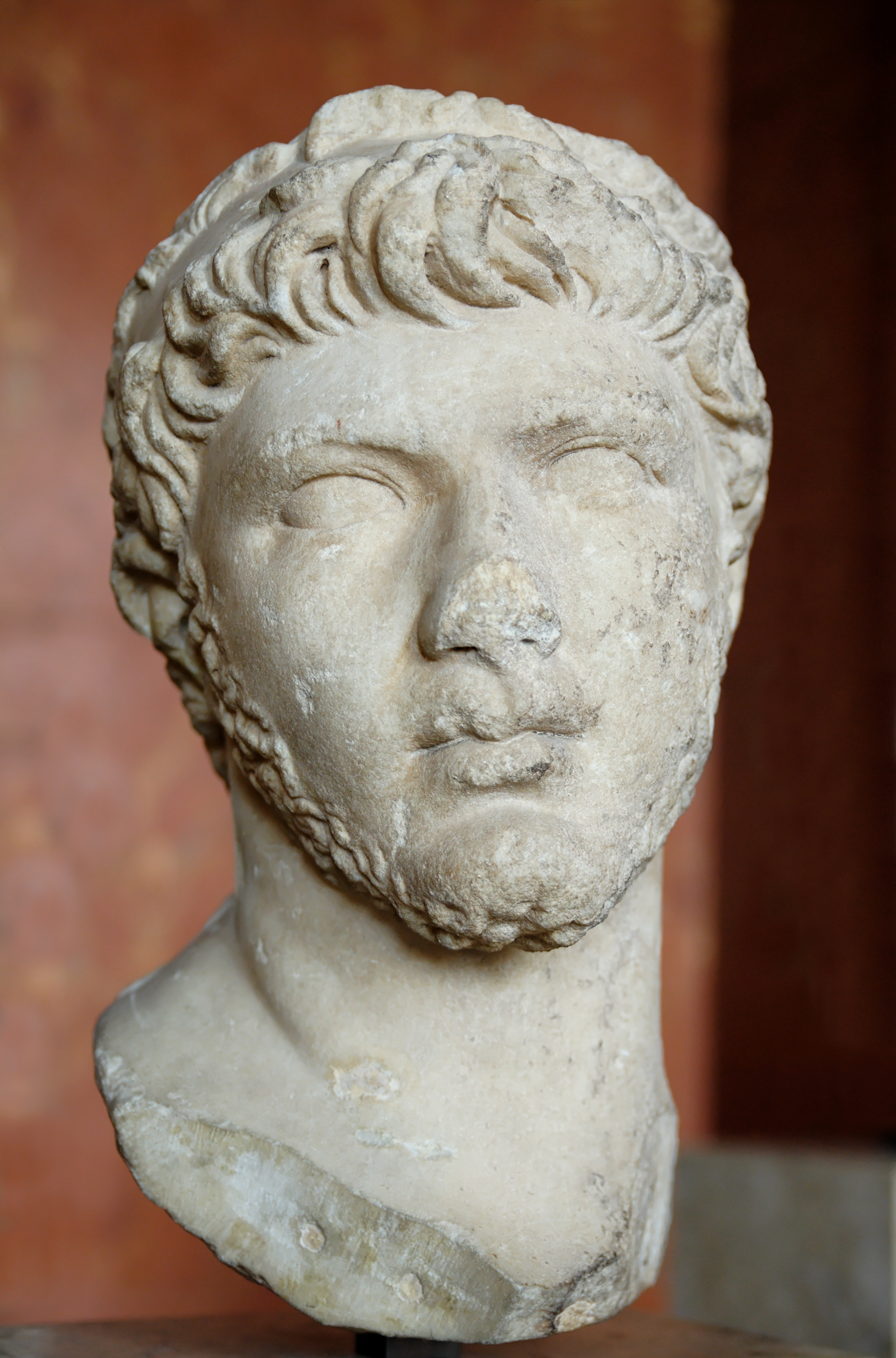
Busto de Ptolomeu da Mauritânia, v. 30–40 depois de J.-C., Museu do Louvre

Quando os romanos chegaram por volta do século II a.C., após a destruição de Cartago, aliam-se com Boco, rei da Mauritânia. Esta estratégia permite-lhes vencer o seu inimigo, o chefe númida Jugurta, genro de Boco. Este ganha o título de Amigo do povo dado pela República Romana, e a estima de Caio Mário. A Mauritânia tornou-se então um reino vassalo, um "estado-cliente" que, apesar de depender muito de Roma e participar em todas as lutas internas do Império, continua a ser de facto independente. O rei Juba II (25 a.C.) distingue-se pela sua abertura a todas as culturas da bacia do Mediterrâneo. Criado na cultura grega clássica, casou com Cleópatra Selene, filha de Marco António e de Cleópatra. Uma civilização mauritana constitui-se assim, principalmente urbana, sintetizando com originalidade as influências púnicas, helênicas e egípcias.
Em 40, o reino perde seu último monarca, Ptolomeu da Mauritânia. Calígula, que o fez assassinar, enfrenta a guerra de Edemão: quatro anos se passaram até que vença a revolta, e em 46, o imperador Cláudio anexou o reino, que se tornou a província da Mauritânia Tingitana, tendo como capital a cidade de Tingis. O domínio romano limitou-se às planícies do norte (até a região de Volubilis perto de Mequinez) e o Império não pretende controlar a região brutalmente.
Mas Roma tem que lutar constantemente contra os berberes das montanhas do Atlas e os das planícies do Atlântico, como os famosos getulos. A Mauritânia Tingitana é uma província militar diretamente sob o governo imperial, administrada por um Promagistrado da ordem equestre romana. O Promagistrado era assistido por cortes de auxiliares contratados, em Espanha, Gália, Grã-Bretanha, Ilíria e na Síria. Estas unidades eram distribuídas principalmente no triângulo Volubilis-Salé-Tingis, dispositivo apoiado por importantes campos militares como Ópido Novo (Alcácer Quibir), Tamusida (perto de Kenitra) e estruturas da região de Sidi Kacem. Da mesma forma, as tropas dos mouros são recrutadas pelos romanos, mas para defender as fronteiras do Império no Reno, Danúbio e Eufrates.

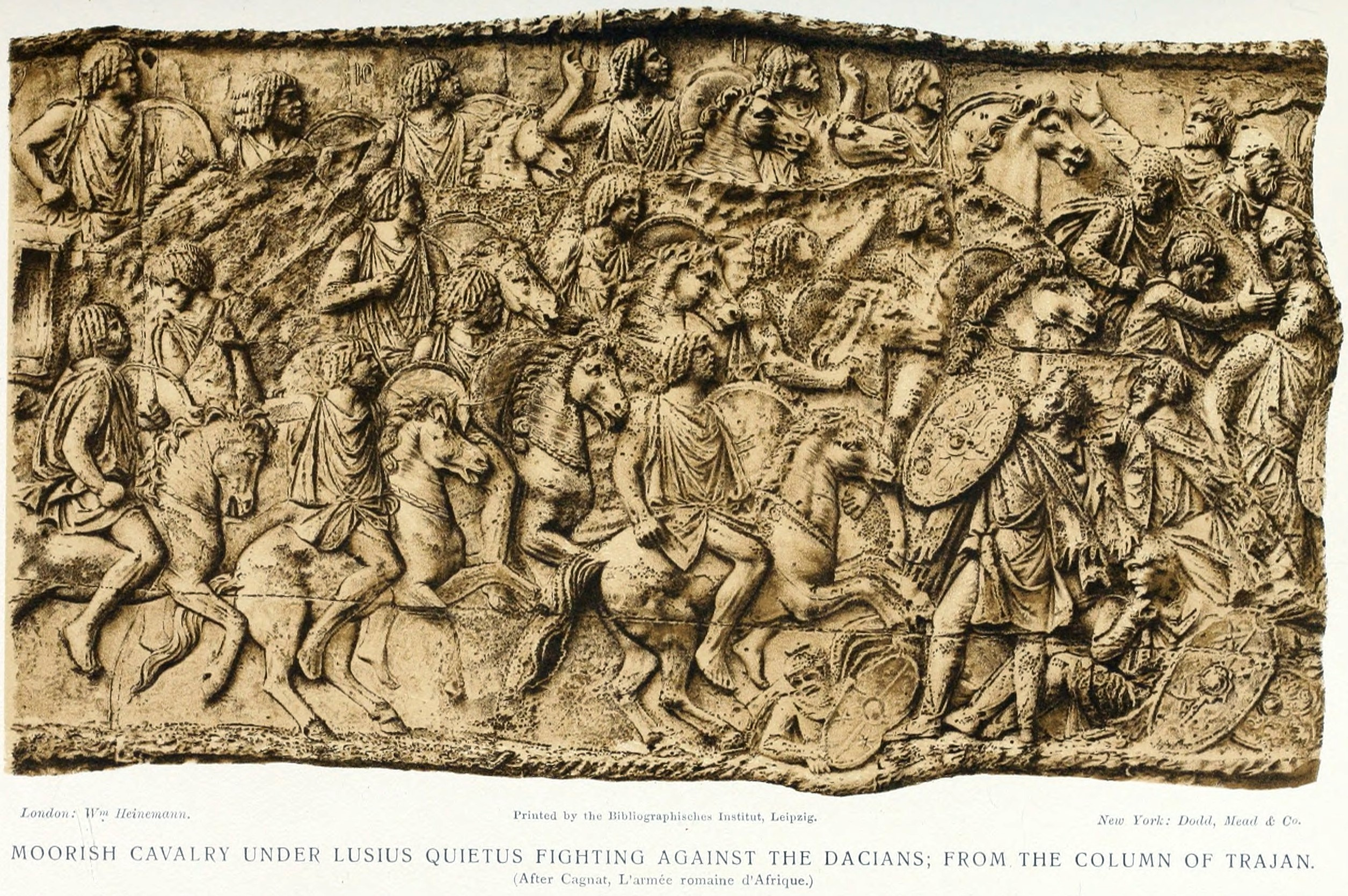
A cavalaria moura atacando os Dácios sob as ordens de Lúsio Quieto, detalhe da Coluna de Trajano em Roma

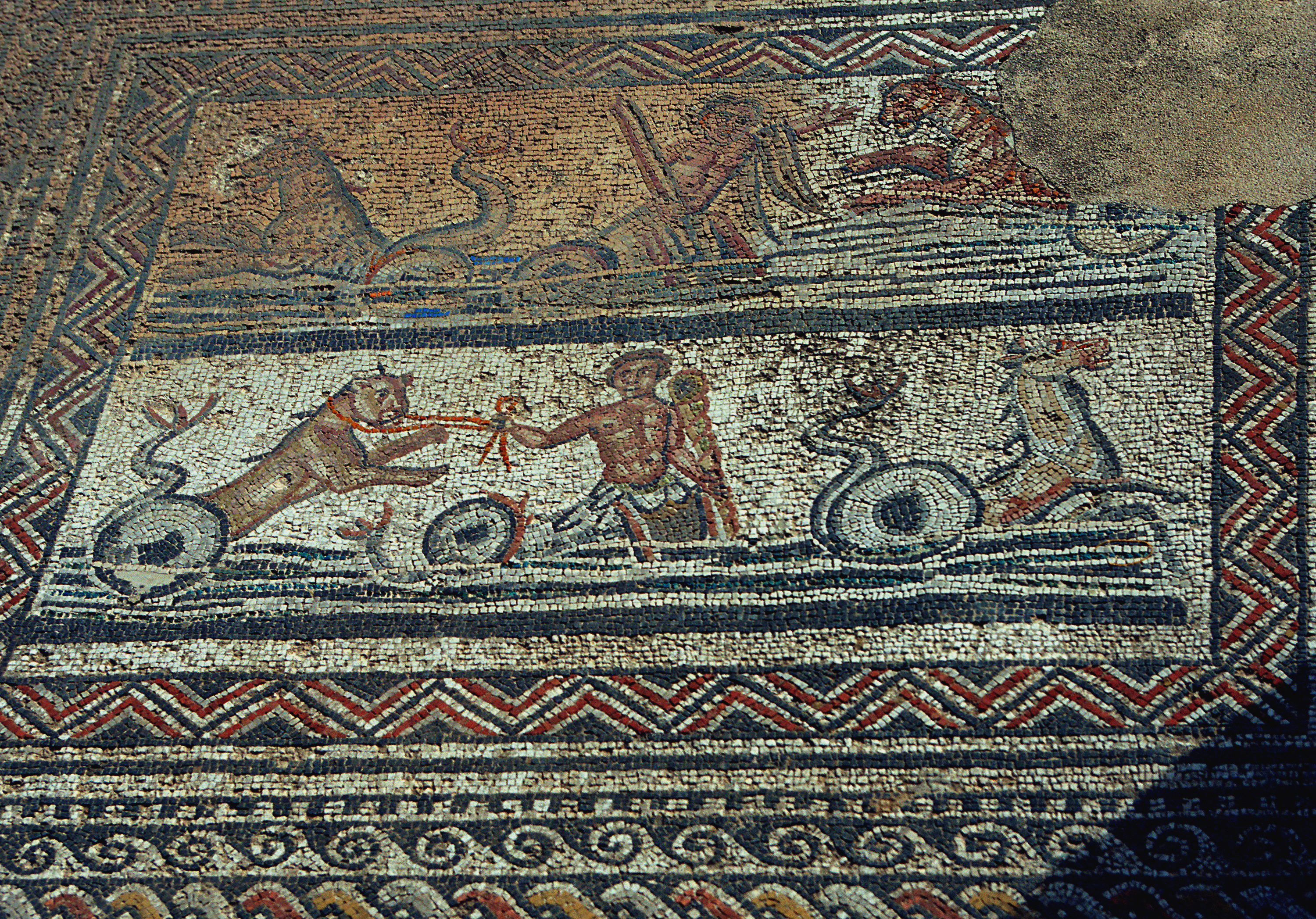
mosaico romano da biga de Anfitrião em Volubilis

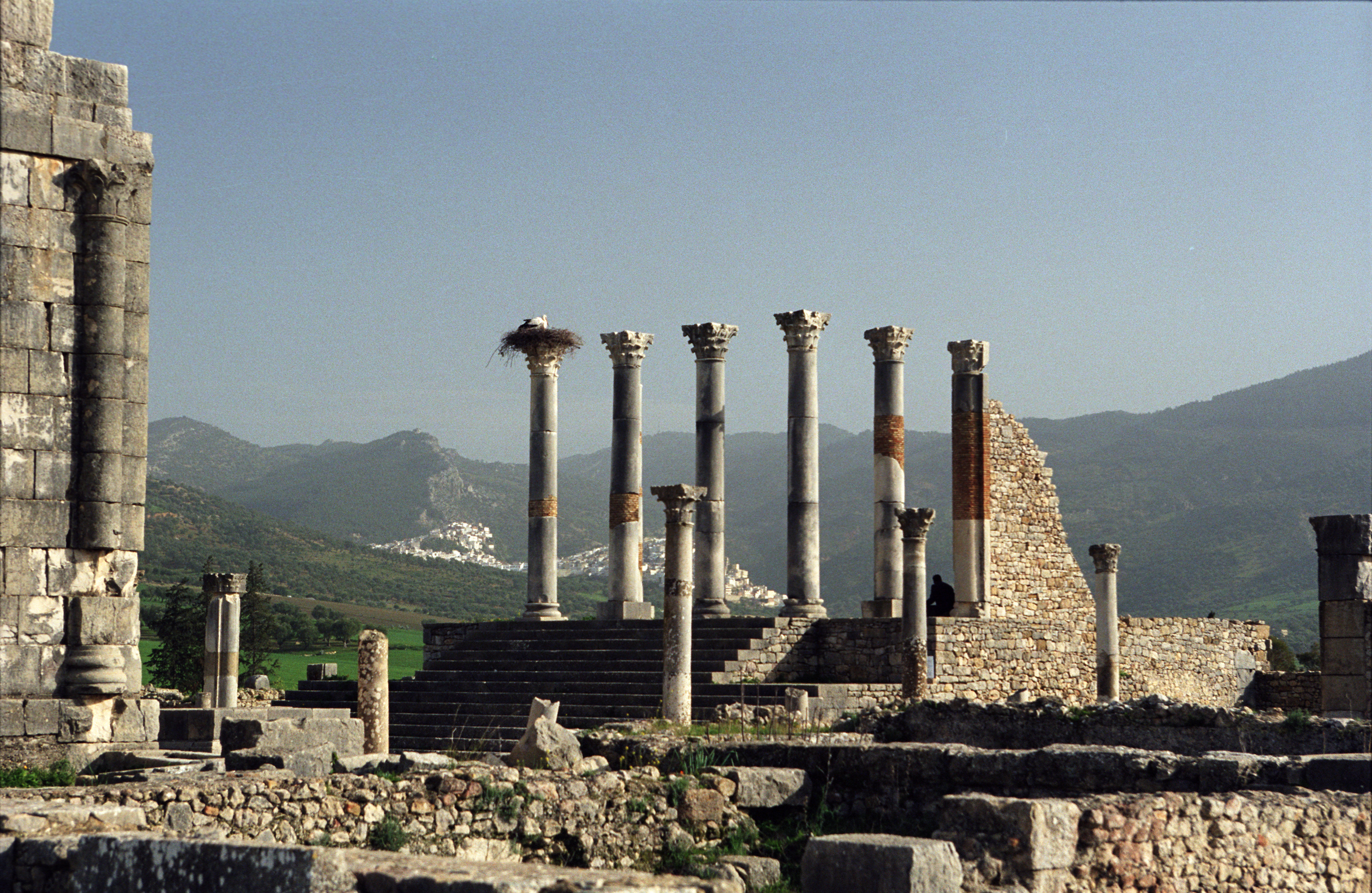
vestígios do capitólio de Volubilis

As cidades de Tingitana adotam o esquema urbanístico romano clássico, com suas avenidas em linha reta, um fórum, arco triunfal, basílica e capitólio, o templo dedicado ao culto da Tríade Capitolina (Júpiter, Juno e Minerva). As áreas residenciais para as classes sociais abastadas também são construídas perto dos monumentos oficiais. A cidade de Volubilis, a mais conhecida da Mauritânia Tingitana, atinge no seu apogeu até 10 000 habitantes, incluindo uma elevada proporção de mouros romanizados, mas também romanos originários da Itália e da Hispânia, gregos, judeus e árabes da Arábia Pétrea. Algumas famílias da aristocracia local alcançam grandes carreiras, ao ponto de enviar seus membros para servir no senado romano. As zonas rurais são valorizadas por grandes proprietários que também provêm desse Patriciado provincial. A principal riqueza agrícola da Tingitana é o azeite, amplamente exportado para o resto do Império. As planícies também produzem trigo e frutas, e as florestas são exploradas para o cedro e Thuja. Tudo isso é transportado para os portos como Tingi e Salé, que conhecem então uma muito forte atividade comercial.
Assim como o resto do Norte de África, a Mauritânia Tingitana vai conhecer a cristianização. Dezenas de dioceses vão cobrir a região, dirigindo-se aos romanos e depois às populações romanizadas. Foi em 298, em Tânger, quando reinava Diocleciano, que São Marcelo, o centurião romano, foi decapitado. Foram identificados dois bispados na Tingitana (em Tânger e em Lixo), mas é possível que tenha havido quatro. Mas a difusão do Cristianismo fica muito baixa em comparação com as outras províncias africanas. A pequena comunidade cristã da Tingitana parece fiel ao catolicismo romano e fica de fora das discussões sobre o donatismo, que agita as províncias vizinhas.
No século III, o império recua. É também o caso no Norte da África e especialmente em Marrocos: a Mauritânia Tingitana encontra-se reduzida à única cidade de Tingi e à costa do norte. Aliás está administrativamente ligada à Hispânia. As cidades do sul são abandonadas, inclusive Volubilis. No sul, apenas o porto de Salé é conservado pelo Império. As razões para este declínio não são claras: pressões dos berberes da montanha e do Sul? Grave crise econômica na região? Fragilização devida a conflitos internos do Império com o episódio dos dois Gordianos?
Aproveitando o enfraquecimento do Império Romano do Ocidente, uma coalizão de bárbaros em maioria Germanos, formada por suevos, vândalos e alanos, atravessa o Reno em 406. Os vândalos descem até à Hispânia e depois passam para África em 429. Chegam a Hipona (Argélia) em 430. O governo de Constantinopla apela em vão por uma expedição naval contra a invasão. Os vândalos instalam-se no norte da África Ocidental durante mais de um século. É preciso esperar até 533-534 para que se faça a campanha de África decidida pelo imperador Justiniano e dirigida pelo general trácio Belisário. A força expedicionária bizantina destrói o Reino Vândalo e deporta suas elites para a Ásia Menor. A pacificação do território conquistado é mais trabalhosa e colide com a combatividade dos mouros, especialmente com os do oeste da África do norte.
A Mauritânia Tingitana não é inicialmente afetada pela conquista e dominação dos vândalos. Os germanos apenas irão controlar alguns pontos da costa mediterrânea do Rif. A região passa sob controle bizantino em 534, mas os mouros, acostumados a uma independência real durante mais de um século, resistem ferozmente com o príncipe Garmel e perseguem as legiões de Belisário. Os bizantinos edificam o extremo norte de Marrocos, em torno de Tânger, Ceuta e Lixo na província da Mauritânia Segunda, administrada por um exarca e um conde, com extensão para o sul de Espanha, que conquistam aos visigodos. A Mauritânia Segunda conhece então alguma renovação econômica e demográfica. Mas esta presença bizantina frágil, ameaçada tanto pelos godos como pelos berberes, subsiste até a conquista árabo-muçulmana.

## Conquista árabo-muçulmana

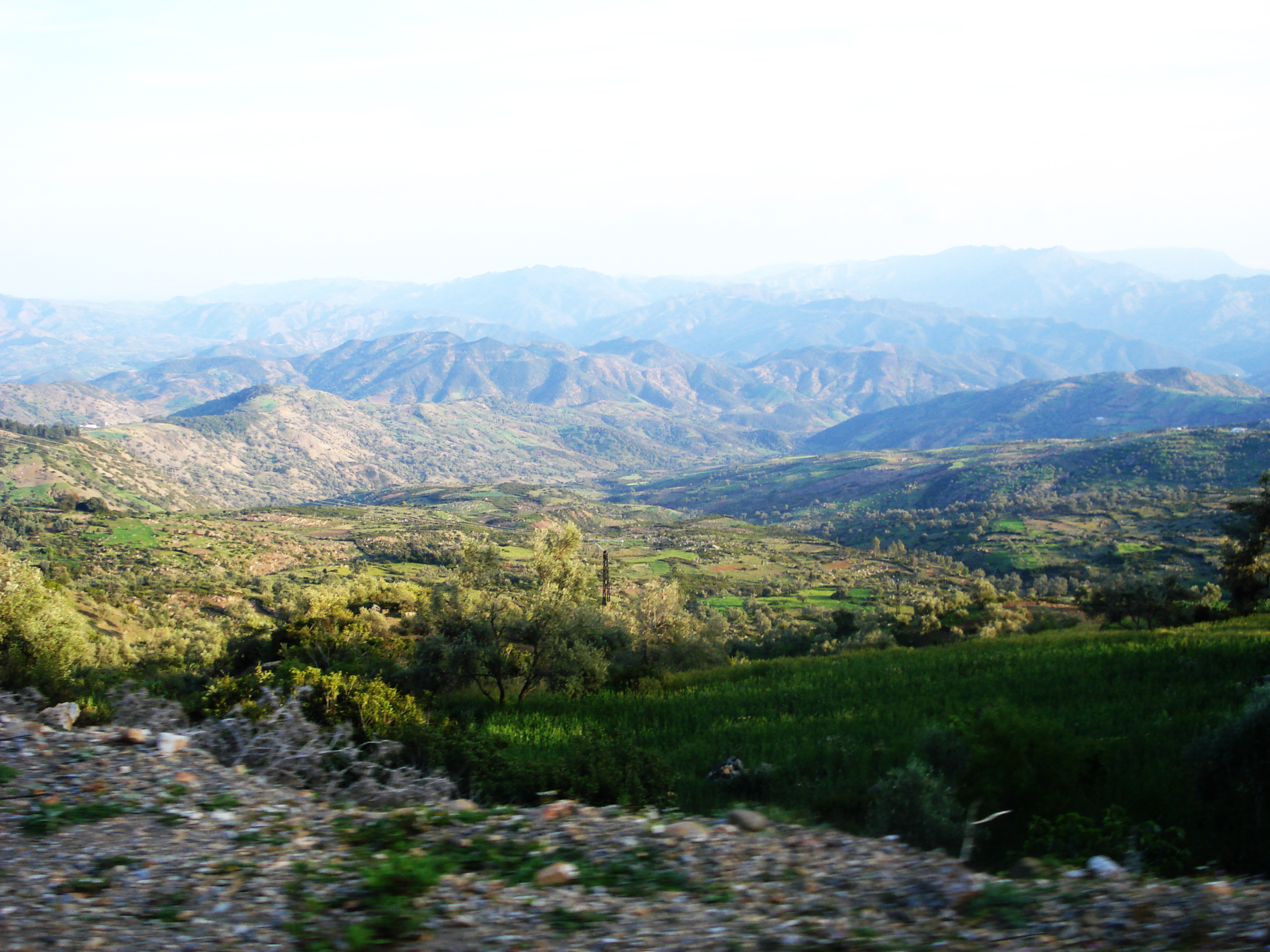
As Montanhas Grand Rif, na província de Chefchaouen. Sexta-feira, 16 de abril de 2007.

Em 638 os árabes tomam Alexandria. Em 649, chegam ao Magrebe. Mas só com a quinta campanha (681) é que entram em Marrocos. Enfrentam então uma feroz resistência berbere, seguindo certos erros diplomáticos. Os berberes, quer da montanha ou das planícies marroquinas e argelinas de hoje, permitirão que o Império Bizantino permaneça até 698 (veja batalha de Cartago). A presença bizantina é então vencida e resta apenas a resistência berbere. Esta resistência dura mais quinze anos. Em 708, a antiga Mauritânia é maciçamente convertida ao Islão. Esta conversão, que afectava as populações que nunca haviam sido cristianizadas, em nenhum momento foi contestada pelos berberes. A região conheceu depois revoltas antiárabes, mas nunca antimuçulmanas. Rapidamente, os muçulmanos usam as capacidades guerreiras dos novos convertidos: a Espanha visigótica é conquistada em três anos, as tropas árabes e berberes chegam a Navarra em 715. Serão derrotadas em Poitiers em 732.
O litoral do Marrocos está inteiramente sob o domínio do Califado Omíada. Na região do Rife estabelece-se um pequeno emirado berbere independente, o Emirado de Necor.
Em 740 chega a primeira revolta berbere contra o poder árabe: de nenhuma maneira um desafio para o Islão, o Carijismo serve como pretexto para desafiar o Califado do Oriente. É, para seus seguidores, o desejo de escolher "o melhor" para governar, e não necessariamente um descendente do Profeta (o que quer o xiismo), ou um candidato escolhido pelos sábios (o que quer o Sunismo). O Carijismo é o argumento mais apreciado pelos povos berberes, que têm sentimentos relativamente democráticos: o líder deve ser escolhido por todos, e não imposto. O Califado Omíada não pode aceitá-lo, e surge o conflito. Em 750, em Damasco, os omíadas são derrubados pelo abássidas. O Maghreb al-Aqsa encontra-se então num estado de quase anarquia.

## Fundação de Marrocos

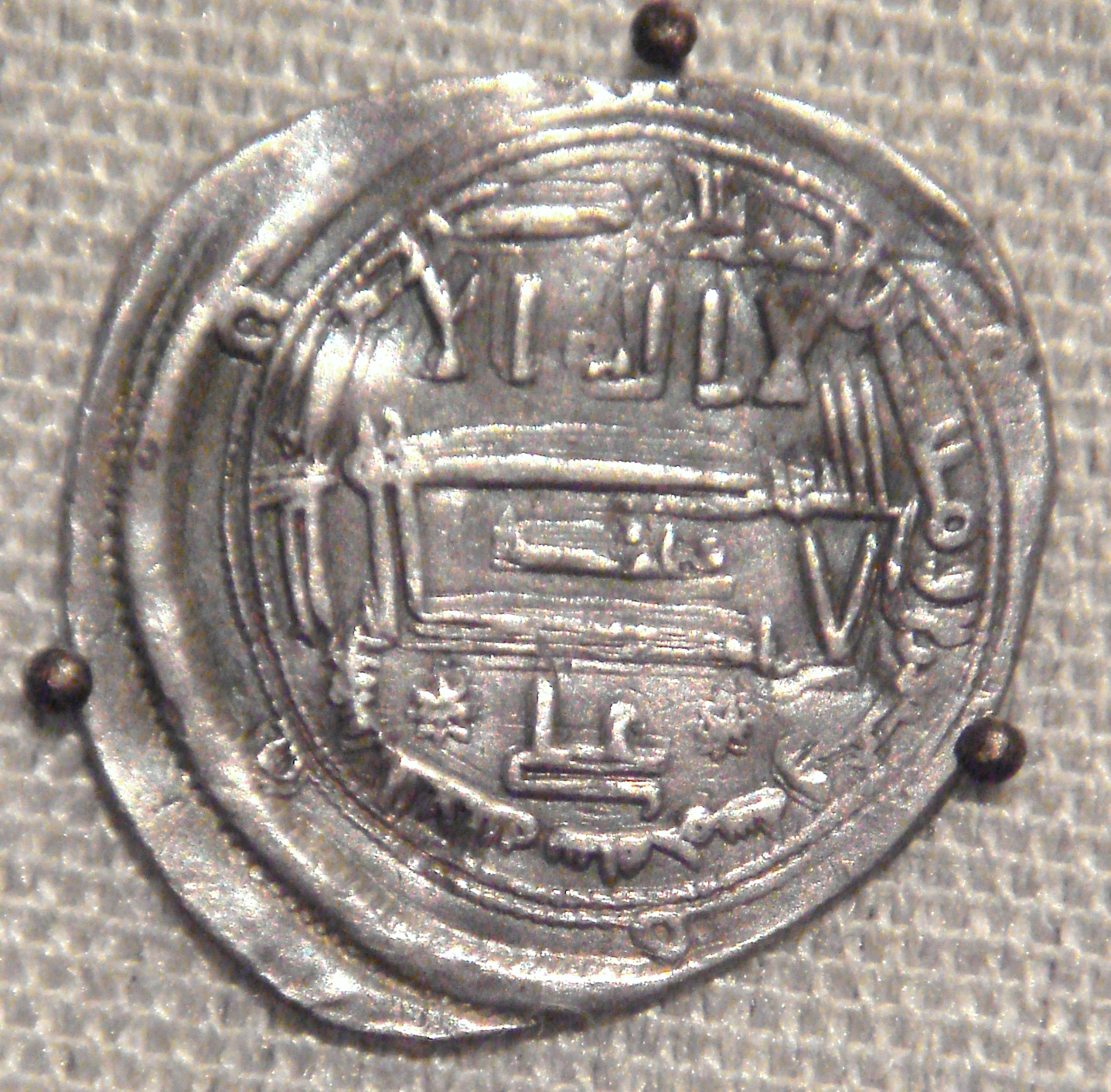
Moeda Idríssida, ano 840, marca da criação de um Estado independente

A fundação de Marrocos, país considerando-se árabo-berbere, africano e muçulmano, faz-se com os Idríssidas, que ganharam à sua causa várias tribos que controlavam pequenos reinos e territórios independentes de todo governo central. À medida que as alianças desenvolviam-se, os idríssidas vão estender a sua influência territorial com os povos indígenas e estabelecer as bases para a organização de um Estado constituído, recuperado pelas dinastias seguintes. Se os Idríssidas vão começar a desenhar as bases do estado e das fronteiras de Marrocos, serão os Almorávidas que, ao criarem a sua capital, Marraquexe, darão ao país o seu nome (o nome de Marrocos é devido à deformação de Marraquexe pela língua portuguesa); eles vão consolidar e expandir o trabalho incipiente e frágil dos idríssidas; as dinastias posteriores vão herdar da experiência do estado anterior.
Embora outras civilizações do Mediterrâneo (Roma, Cartago, etc.) tenham enriquecido a história do país e mesmo se as populações do actual Marrocos vão participar na ascensão dessas civilizações, os historiadores de Marrocos consideram que o impacto dessas civilizações limitava-se ao extremo norte de Marrocos e a alguns postos comerciais.
A propósito de Marrocos, a termo Império é por vezes utilizado porque, por definição, um império é um conjunto de estados ou reinos (ver os diversos mapas de Marrocos). Isso explica o termo "cidades imperiais" ainda hoje usado para descrever as cidades de Fez, Marraquexe, Mequinez e Rabat.
Enquanto Marrocos se está formando, o resto do Magrebe é fragmentado em reinos ou territórios independentes, às vezes, concorrentes ou em guerra, sem autoridade central, ou seja, não organizados como estados dirigidos pelos povos indígenas. A organização em Estado estruturado permitiu aos Saadianos e aos Alauitas oporem-se à expansão do Império Otomano, que parou às margens do rio Mulucha e que se estendia por grande parte dos outros países árabes de hoje.
Discordâncias surgiram no início do século XX no seio da família Alauita e no Makhzen mais geralmente devido a problemas de gestão do país, criando um período de instabilidade de que irão aproveitar várias potências coloniais (Alemanha Inglaterra, Espanha, França) para tentar apreender o país, por entre outras características, ter interessante posição geoestratégica. Depois de muitas tempestuosas e secretas negociações, que quase que fizeram disparar, desde 1911, a Primeira Guerra Mundial (golpe de Agadir), Marrocos é compartilhado entre a França e a Espanha.

## As dinastias marroquinas

### Papel das tribos na história de Marrocos

Califado Idríssida e Estados vizinhos

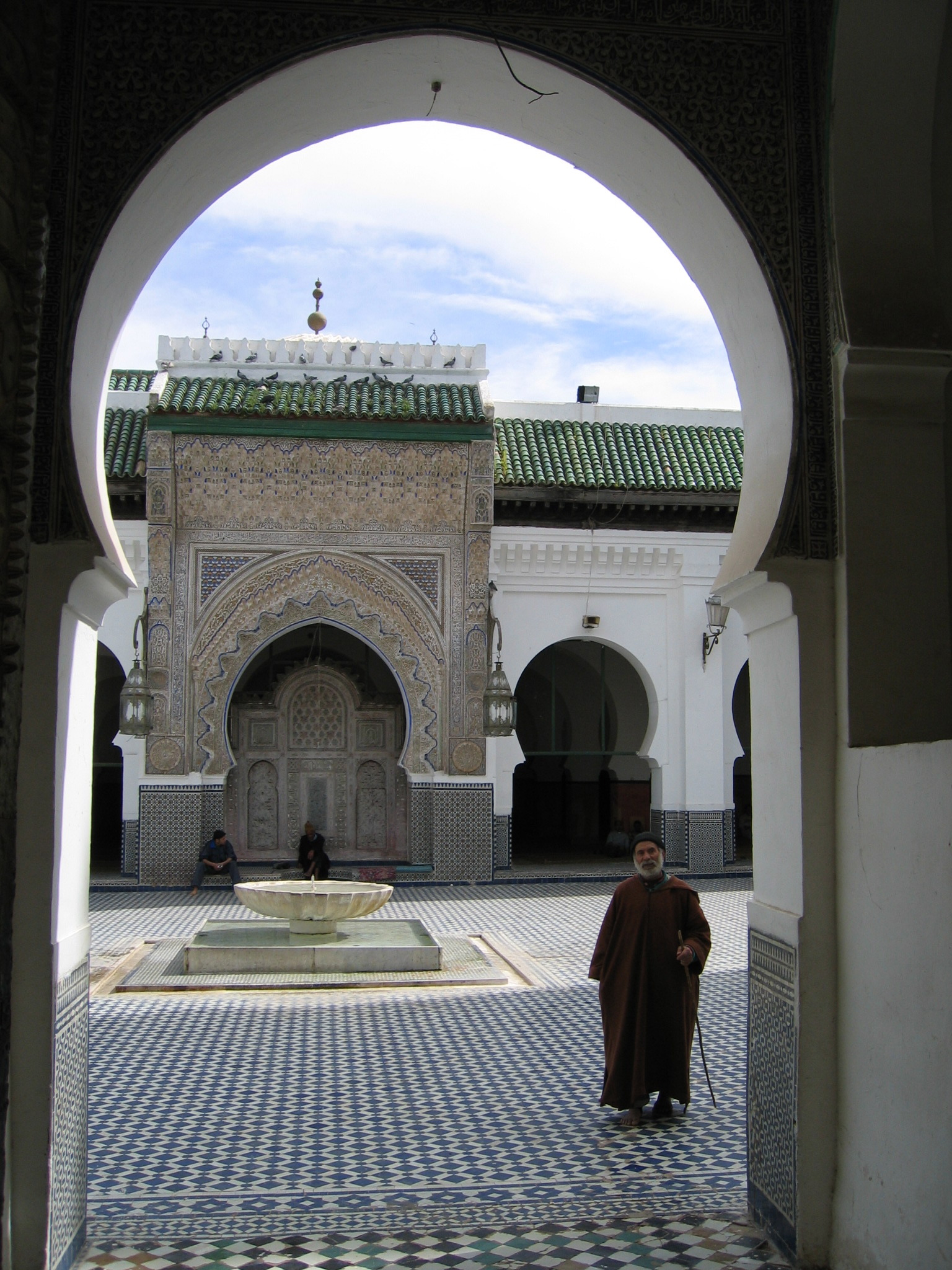
Mesquita al-Carauine de Fez, que envolve uma universidade fundada no século IX pelos Idríssidas

Durante a sua conquista do poder e para expandir e assegurar a sua influência geográfica por períodos mais ou menos longos, as dinastias marroquinas terão que formar alianças (interessadas, religiosas, civis, forçadas, pacíficas ou negociadas) com as diferentes tribos, muçulmanas e judias do país. O Islão sunita será então a principal ligação entre as várias tribos que compõem o reino. No entanto, o facto de algumas dinastias se mostrarem claramente como xerifianas não garante a permanência de seu poder sobre o país.
Durante o século XX, o aspeto tribal de Marrocos perde em importância, principalmente após o êxodo das populações rurais para as cidades. No entanto, este aspeto é ainda atual e de grande importância nas aldeias. O Marrocos permanece um país fortemente tribal, mas isso não significa a ausência de uma autoridade central organizadora: ainda hoje, representantes de diferentes tribos do país continuam a renovar a sua fidelidade (bay'a) o rei durante o Dia do Trono.

### Dinastia Idríssida (789-985), fundadora de Marrocos
A história dos Idríssidas começa quando Idris um príncipe árabe xiita da família de Ali (quarto califa do Islão) e seu escravo, que tinha libertado Raxide ibne Morxede, o Coraixita, refugiam-se no Atlas Médio. Fugindo a ameaça dos abássidas (que tinham massacrado os álidas e seus apoiantes xiitas na Batalha de Faqueque perto da Meca), instalam-se no Egito antes de ir para Ualila (Volubilis), sob a proteção da tribo berbere dos Aurabas. Conseguindo reunir as tribos para a sua causa, Idris é investido imame e funda a cidade de Fez, em 789 sob o nome de Idris. Este é o início da dinastia de Idríssidas.
Idris I é assassinado por um emissário do califa de Bagdade Harune Arraxide, um certo Solimão Zindi. Não pensando que a esposa de Idris I (Canza) estava grávida, Harune Arraxide acha que a ameaça está vencida. Mas, alguns meses mais tarde, nasce Idris II. A sua educação é confiada ao escravo liberto de seu pai, Raxide.
Onze anos depois, é proclamado imame. Ao longo dos anos, a sua sabedoria e seu sentido político afirmam-se, consegue unir mais tribos, o número de seus fieis cresce, e o poder da sua armada (em que entram árabes caissitas) desenvolve-se. O Califado Idríssida inclui qualquer parte do território que se estende de Tremecém no este, até Sus no sul. Parece que a dinastia Idríssida, pelo menos ao princípio, professou o xiismo e, mais especificamente o Zaidismo, considerado o rito xiita mais moderado.
Sentindo-se constrangido em Ualila, Idris II parte da antiga cidade romana para Fez, onde funda o bairro dos Cairuaneses na margem esquerda (Idris I tinha-se estabelecido na margem direita, o bairro dos andalusinos). Os cairuaneses vêm de poderosas famílias árabes e árabo-persas (do Coração) instaladas em Ifríquia desde a época abássida. Elas são expulsas de Cairuão por causa das perseguições políticas infligidas pelos Aglábidas. Os andalusinos que se instalam em Fez são quanto a eles adversários do Califado de Córdova, originários da periferia de Córdoba (incluindo o subúrbio de Rabade, daí o nome Rabadi atribuído aos elementos da primeira onda de imigração de Alandalus). O Califado idríssida conhece então de maneira geral uma grande fase de urbanização, ilustrada pela criação de cidades novas como Salé, Uazecur e Baçorá, inspirada pela Baçorá iraquiana. Essas cidades eram centros de disseminação da cultura árabe e vetores de islamização. Ao mesmo tempo, viquingues do chefe Hastings assinalam-se por seus ataques devastadores sobre a costa norte de Marrocos (especialmente nas áreas de Arzila e Nador).
Em 985, os idríssidas perdem todo poder político em Marrocos e encontram-se exilados maciçamente em Alandalus. Instalados em Málaga, gradualmente recuperam sua força ao ponto de criar uma dinastia durante a Época das Taifas, os hamúdidas. Estes últimos vão mesmo até pretender ao Califado de Córdova, em vez dos omíadas em 1016

### Reino de Sijilmassa (758-1055)

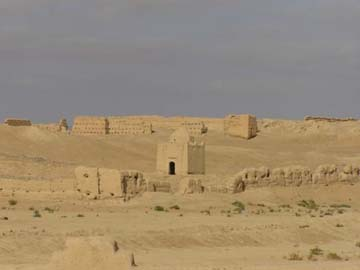
Ruínas de Sijilmassa

Um emirado fundado por Zenetas surge na região de Tafilete a partir de 758. Dirigido pela dinastia  dos Midraridas (cujo fundador foi Semgou ibn Ouassoul), ele tem por capital a cidade de Sijilmassa. Esse reino oficialmente professa o Carijismo de rito sufrita, mas acaba por reconhecer a partir de 883 a supremacia religiosa do califado sunita dos abássidas. Os Midraridas dedicaram-se, no entanto, a manter uma aliança com os outros estados carijitas, como o reino dos Rustámidas de Tiaret, e a estabelecer um frutuoso comércio de caravanas do ouro com o Império do Gana, que na época controlava os maiores depósitos de ouro da África Ocidental. O emirado de Sijilmassa atinge assim o seu auge no século IX graças ao seu papel como um centro de tráfico de metais preciosos, e sua fama se estende para o Mediterrâneo e para o Oriente Médio. É justamente essa posição de desembocadura do ouro africano que excita a cobiça dos omíadas e dos fatímidas, que competem para apoderar-se dele. Mas são finalmente os Almorávidas que apoderam-se do reino midrarida em 1055. Posteriormente, a fundação de Marraquexe eclipsa definitivamente o prestígio de Sijilmassa.

### Reino de Berguata (entre os séculos VIII e XI)

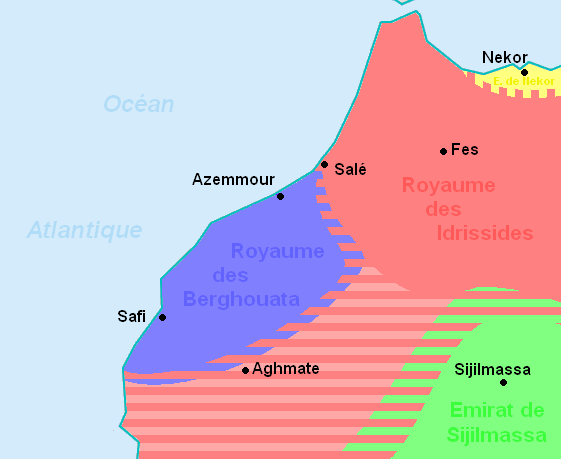
Reino dos Berguatas

Os Berguatas formam um emirado berbere pertencente à etnia Masmuda. Depois dos  carijitas falharem em sua rebelião em Marrocos contra os califas de Damasco, eles estabelecem (744–1058) um reino na região de Tamesma nas margens do Atlântico entre Safim e Salé, sob a direção de Tarife al-Matghari. A particularidade deste estado é criar uma religião puramente berbere, baseada em um livro sagrado inspirado do Alcorão, e conduzida por um governo teocrático, que fixa os rituais de um culto novo misturando Islão, Judaísmo e antigas crenças. Os Berguata mantém sua supremacia na região das planícies do Atlântico por quatro séculos, e mantém relações diplomáticas e comerciais com o califado omíada de Córdoba, que provavelmente os vêem como aliados potenciais contra os fatímidas e os seus aliados Zenetas. Parece que das 29 tribos que formavam o reino, doze adoptaram realmente a religião berguata, as outras dezassete ficando leais ao Carijismo.

### Suserania dos omíadas de Córdoba
A partir de 985, data da destruição do último núcleo do Estado idríssida, Marrocos é controlada pelos mecnassas e os magrauas, vassalos do Califado de Córdova e que exercem, em alternativa, o comando de Fez do ano da hégira 313 (925/926) até o ano 462 (1069/1070). A região de Tremecém, durante o mesmo período, está sob o controlo dos ifrânidas, que competem com os magrauas e os mecnassas para o controlo de Fez e do resto de Marrocos.
Estas três dinastias compartilham o poder até meados do século XI; elas serão destruídas pelos Almorávidas.

### Os mecnassas e os magrauas
O poder dos mecnassas apoia-se sobre o seu Arrábita de Taza. Deve a sua força quase lendária a Moussa ben Abi Elafia ben Abi Bassil, que consegue conquistar Fez, Taza, Tânger e Larache, em 924, antes de assumir o controlo posteriormente de uma parte significativa das regiões marroquinas, fazendo saírem os idríssidas das suas posições. Estes últimos refugiam-se na fortaleza de Hisn Hajar Annasr · .
Em 932, eles apoderam-se de Tremecém, e depois de Tecur (Alta Mulucha) e sua região. Aliam-se ao califa omíada de Córdoba Abderramão III, mas são derrotados pelo Califado Fatímida. Em consequência, retiram-se para Guercif, Tecur e Taza.
Atribui-se aos mecnassas a construção das fortalezas de Taza e de Mequinez, e da cidade de Tsoul (mais tarde destruída pelos Almorávidas). Aproximadamente em 954, segundo ibne Caldune, os Zenetas apreendem diversas cidades do Magrebe Extremo, como Fez, Ujda, Salé e Sijilmassa, aproveitando o eclipse político dos Idríssidas.
Durante a conquista, os magrauas, os ifrânidas e os mecnassas têm diferentes pontos de vista, o que provoca instabilidade na região. Os fatímidas, que já se tinham instalado no Cairo, tiram vantagem dessas divisões entre as três tribos Zenetas e enviam os Zíridas de Ifríquia para conquistar o Magrebe Extremo. O zírida Ziri ibne Manade consegue conquistar uma parte do actual Marrocos. Em 971, o seu filho Bologuine ibne Ziri afirma sua soberania sobre a maioria das grandes cidades. Durante este período, os Berguatas (confederação de tribos sanhajas e Masmudas que praticam uma religião distinta do Islão) são atacados pelos Zíridas.
Os magrauas, por conseguinte, solicitam a ajuda dos omíadas. Bologuine ibne Ziri é forçado a recuar diante do exército omíada vindo do Ala por mar, e que desembarca em Ceuta.
Posteriormente, Ziri ibne Atia entra em conflito com os chefes dos ifrânidas e dos mecnassas. Uma luta feroz pelo poder irrompe entre as frações Zenetas. Os ifrânidas atacam os Berguatas e tomam várias vezes Fez aos magrauas. Estes últimos restabelecem o equilíbrio do Magrebe Distante. Estes períodos de instabilidade não permitem a nenhuma destas três tribos de estabelecer uma dinastia duradoura.

#### Os Ifrenidas
Reinando sobre a região de Tremecém desde o século X, os Ifrenidas ou ifrânidas ocupam quase todo o actual Marrocos ao lado dos magrauas, vassalos do Califado de Córdova, até a chegada dos Banu Hilal e dos Almorávidas. No século XI, os ifrânidas conquistam o território dos Berguatas. Ficam mestres das áreas que conquistaram e das cidades que fundaram e regularmente exercerão o poder em Fez.
Derrotados pelos Almorávidas desde 1057, eles perdem todo o poder durante o reinado destes últimos. É só a partir da queda dos Almorávidas que os Ifrenidas recuperam o controle da região de Tremecém, mas são mais uma vez derrotados, desta vez pelos almóadas, e o território deles conquistado por estes.
Em 1437, aproximadamente, os ifrânidas expulsarão os Merínidas do Magrebe central e estabelecerão de novo o seu poder em Tremecém.

### Império Almorávida (1059-1147)

Império Almorávida

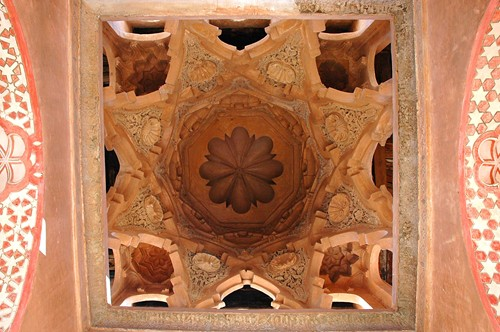
Vista interior ida cúpula almorávida da Qubbat Barudiyin (1120) em Marraquexe

Os Almorávidas vêm das tribos berberes sanhajas dos Lantunas e dos jazulas que eram nômadas do deserto Saara entre o Adrar mauritaniano e a região de Sijilmassa ao sudeste de Marrocos. Estas tribos guerreiras estão estruturadas em um poderoso movimento religioso, liderado pelo pregador Abedalá ibne Iacine. O objetivo deles era introduzir o Islão sunita de rito maliquita ao longo de todo o Ocidente muçulmano (Alandalus e África do Norte). De aí vem o nome deles de al-Murabitun, ou seja combatentes do arrábita, uma fortaleza erguida na guerra santa contra os animistas seus inimigos. Os Almorávidas são victoriosos em sua guerra contra os reinos de Tacrur e Gana. Apoderam-se do Gana, e da sua capital, Audagoste, com todo o ouro produzido por este país e conseguem subir pelas rotas das caravanas para o norte até Tafilete nos anos 1050, onde eles metem um fim à existência do reino de Sijilmassa. Seus chefes são sucessivamente Abu Becre ibne Omar  e Iúçufe ibne Taxufine.
A guerra irrompe entre os Almorávidas e os Zenetas. As duas dinastias Zenetas dos ifrânidas e magrauas desaparecem após a vitória final dos Almorávidas. É Iúçufe ibne Taxufine que funda Marraquexe em 1062, a partir dum simples acampamento nômada, que era destinado a se tornar a capital de um império. Os Almorávidas fazem desaparecer nas áreas que controlam todas as doutrinas, suspeitas de heresia. É assim que põem fim à presença do Xiismo no Sus e que destroem o reino de Berguata, que florescia no planalto central de Tamesma. Em toda a parte os Almorávidas impõem o mais estrito Sunismo maliquita, como ensinado pelas escolas teológicas de Medina e de Cairuão. Esta unificação religiosa é acompanhada de uma unificação política. Os Almorávidas alargam as suas conquistas para o Magrebe central, até às fronteiras do Reino Hamádida.
Em 1086, Iúçufe ibne Taxufine, chamado pelos reis das taifas do Alandalus, atravessa o estreito de Gibraltar à frente das suas forças Saarianas e consegue quebrar a ofensiva do rei de Castela Afonso VI em Sagrajas (Batalha de Zalaca). Os Almorávidas põem fim ao reinado dos pequenos reis, exilam os emires de Sevilha (Almutâmide) e de Granada em Agmate (Marrocos) e unificam o Alandalus, que é incorporada ao seu império a partir de 1090. No entanto, eles não conseguem recuperar Toledo às mãos dos castelhanos desde 1085.
Iúçufe ibne Taxufine, que tomou o título de Emir dos muçulmanos (mas não o de Califa, considerando isso como o privilégio dos abássidas), reina sobre uma entidade geopolítica que se estende do Senegal até as proximidades dos Pirenéus e da costa atlântica até Argel.
Essa dominação manifesta-se pela simbiose das identidades andaluzas, magrebinas orientais, e saarianas, pavimentando o caminho para o surgimento de uma civilização hispano-árabe. Os edifícios remanescentes em Marraquexe, Tremecém e Argel mostram uma forte influência da escola de arte andaluza (Legado dos omíadas e das Taifas) adaptada aos berberes. Na esfera econômica, o Estado Almorávida distingue-se pela sua mestria dos fluxos do ouro, controlando as suas áreas de produção e rotas de abastecimento, do Gana para a bacia do Mediterrâneo. O dinar de ouro almorávida chamado marabotim, circula em todos os principais mercados comerciais como moeda de referência.
Após a morte de Iúçufe ibne Taxufine em 1106, seu filho Ali sucede-lhe, mas a dinastia é já contestada tanto na Espanha como na África. A família reinante gosta de saborear os prazeres e as delícias da vida na corte. Ao mesmo tempo, as pessoas sofrem a ditadura rigorosa dos cádis maliquitas e os abusos dos chefes militares de origem subsariana sanhaja que exercem o seu comando a partir das cidades Marroquinas e Andaluzas. Tal situação estimula um descontentamento generalizado em todo o grande reino almorávida.

### Califado Almóada (1147-1248)

Califado Almóada entre 1147 e 1269

Bandeira Almóada

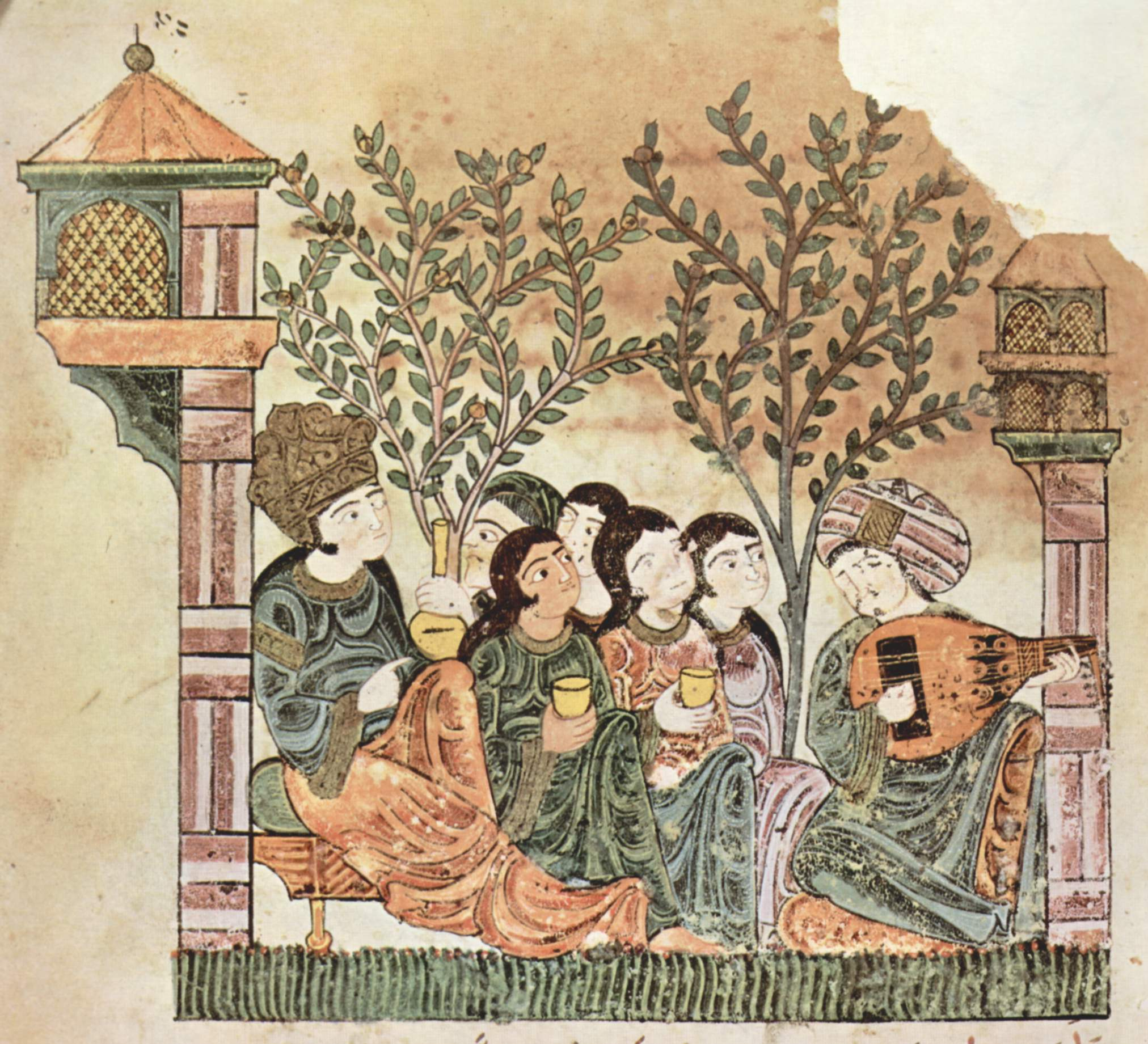
"História de Bayâd e Ryâd", manuscrito magrebino da época almóada

Os almóadas são originalmente um movimento religioso fundado pelo místico ibne Tumarte (que se proclamou Imame e Mádi impecável). ibne Tumarte era um berbere que tinha vivido muito tempo no Oriente Médio, em Meca e Bagdade. Tinha encontrado pessoalmente durante essa viagem o famoso teólogo persa Algazali cujos textos tinham sido condenados pelos Almorávidas. De volta à sua região de origem (o Alto Atlas) em 1125, ibne Tumarte impõe uma doutrina intransigente que tem como objetivo "purificar a moral". Aponta para a dinastia almorávida, julgada por ele como herege. O movimento almóada cresce e ibne Tumarte fica a controlar a montanha inteira a partir de Tinmel. O melhor discípulo de ibne Tumarte é um zeneta de Nedroma chamado Abde Almumine. Aceite pelos Masmudas do Alto Atlas, lidera o movimento à morte do seu mestre e torna-se o primeiro verdadeiro soberano almóada. Almorávidas e almóadas envolvem-se em batalhas intermináveis, os Almorávidas usando uma milícia de mercenários cristãos liderados pelo cavaleiro catalão Reverter de La Guardia. Os almóadas têm à sua disposição um exército tribal solidamente organizado por uma disciplina de ferro . Mas o emirado Almorávida atravessa um período de crise, e o Magrebe cai facilmente nas mãos dos almóadas. Marraquexe é tomada em 1147 e quase todos os monumentos Almorávidas são arrasados , por uma questão de "purificação".
Abde Almumine toma o título de califa, rompendo dessa maneira com os abássidas e impõe a ideia de um califado berbere independente. Abde Almumine inaugura um sistema de governo piramidal e hierarquizado, liderado pelo califa nomeado como sendo o melhor discípulo do Imame. O califa dirige um Conselho de dez outros discípulos, e este Conselho dos Dez, finalmente, envia suas ordens à  Assembleia dos cinquenta xeques almóadas mais influentes. Esta estrutura teocrática colegial será mais tarde sofisticada e espalhada em grande escala através da disponibilização do sistema administrativo de origem árabe-andaluz.
O primeiro califa almóada e seus sucessores, fruto de sua união com uma Masmuda, Abu Iacube Iúçufe I (r. 1163–1184) e Abu Iúçufe Iacube Almançor ampliam o império com a conquista do Magrebe Oriental (até a Tripolitânia) e do Alandalus. Dada a sua dimensão, o império é dividido em vice-reinados, incluindo o de Alandalus e o da fronteira oriental (a Ifríquia, com a família dos Haféssidas que mais tarde viria a tornar-se independente). O estado almóada torna-se uma grande potência no mundo mediterrâneo, com base em uma capacidade militar considerável (algumas estimativas, apontam para aproximadamente 500 000 homens, divididos em unidades berberes propriamente almóadas e tribos aliadas,  em contingentes árabes de origem beduína hilália, em guarda negra Sudanesa e até mesmo num corpo de mercenários cristãos e de arqueiros Turcomenos). paradoxalmente, os almóadas, que se prevalecem de uma fé intransigente concordam em contratar mercenários cristãos, coisa de que precisamente tinham acusado os Almorávidas. Parece que a dinastia tenha assim, voltado as costas aos dogmas intransigentes promulgados pelo imame fundador dos almóadas, e se tenha aproximado das ideias de tolerância do humanismo andaluz e dos princípios mais racionais e pragmáticos do Sunismo maliquita. Esta tendência irá acentuando-se no início do século XIII, com o abandono oficial da doutrina almóada pelos últimos califas de Marraquexe voltando para o Sunismo, mas no mesmo momento em que o Império se desloca por toda a parte.
As três capitais almóadas: Marraquexe, Rabat e Sevilha, conhecem o apogeu cultural e artístico da civilização Hispano-mouresca, e planos de grandes construções urbanas,  audaciosos para a época. O comércio, a produção agrícola e de artesanato estão florescendo, e os portos entretêm relações com as cidades comerciais da Itália, Provença e Catalunha que fundam feitorias em Sousse Tunes Bizerta, Bugia Orão Ceuta salé e Azamor. Este cume de glória é seguido por um declínio lento, mas irreversível. Em 1212, o califa Maomé Anácer é derrotado pela gigantesca coligação de cruzados em Navas de Tolosa.  O apelo do Papa Inocêncio III à cruzada espanhola contra os almóadas envolve não só Castela, Aragão e Portugal, mas também França, Inglaterra e Sacro Império Romano-Germânico. O Califado almóada desintegra-se, deixando finalmente seu lugar às quatro novas entidades políticas do ocidente muçulmano :  os reinos de Fez (Império Merínida), Tremecém (Reino de Tremecém), Granada (Emirado de Granada) e Tunes (Reino Haféssida).

### Marrocos durante as Cruzadas
O Califado Almóada durante o reinado de Abu Iúçufe Iacube Almançor, estabelece uma parceria estratégica com o Egito do sultão Saladino. O culminar desta relação é a embaixada de Abul Harite Abderramão ibne Mucide enviada por Saladino à corte de Marraquexe. Esta missão concretiza-se através da participação da frota marroquina nas operações contra os cruzados (na costa do próximo oriente e no mar Vermelho). Após a captura de Jerusalém por Saladino em 1187, muitas famílias originárias de Marrocos participam ao repovoamento da Cidade Santa. Assim criaram em 1193 um bairro que traz até nossos dias o nome de «Bairro dos marroquinos»,. Muitos palestinianos são descendentes desses marroquinos instalados na Terra Santa.

### Merínidas (1215-1465)

Império merínida à sua máxima extensão, em 1347-1348

Os Merínidas são uma dinastia berbere do grupo de Zenetas, nômadas originários da bacia do Mulucha superior, à margem do Saara. Os Merínidas dominam, entre 1215 e 1465, várias regiões do actual Marrocos e impõem temporariamente o seu poder em todo o Magrebe. O centro de seu império encontra-se entre Taza e Fez. Os seus limites, que mudam ao longo do tempo são o Atlântico a oeste, o Mediterrâneo ao norte, a área dos Zianitas no leste e o Saara no sul. Os soberanos mais importantes desta dinastia são Abuçaíde Otomão II, Alboácem Ali ibne Otomão (apelidado de Sultão Preto) e Abu Inane Faris. Sob seus reinados o império Merínida atingiu sua máxima extensão, até Tunes a leste, e impõe sua tutela ao reino nacérida de Granada. Sobre o plano cultural, o apogeu incarna-se em realizações de arquitectura (madraçais de Fez, Salé e Mequinez, o palácio da cidade de Mansourah fundada perto de Tremecém, aquedutos de Salé, hospitais de Fez e Taza) e no desenvolvimento intelectual simbolizado por ibne Caldune ibne Alcatibe e ibne Batuta.
Entre 1275 e 1340, os Merínidas apoiam activamente o reino de Granada contra os ataques cristãos, mas sua derrota na Batalha do Salado perante a coligação luso-castelhana marca o fim definitivo de suas atividades na Península Ibérica. Em 1358, a morte de Abu Inane Faris, morto por um de seus vizires marca o início do declínio da dinastia, que não consegue opor-se aos Portugueses e Espanhóis, permitindo-lhes, com seus sucessores os Oatácidas, de se estabelecer na costa. A resistência se organizará em torno de irmandades e de marabus a partir dos quais nasce a dinastia Saadiana.

### Oatácidas (1465-1555)

Marrocos ao princípio do século XVI : em vermelho, o domínio dos Oatácidas

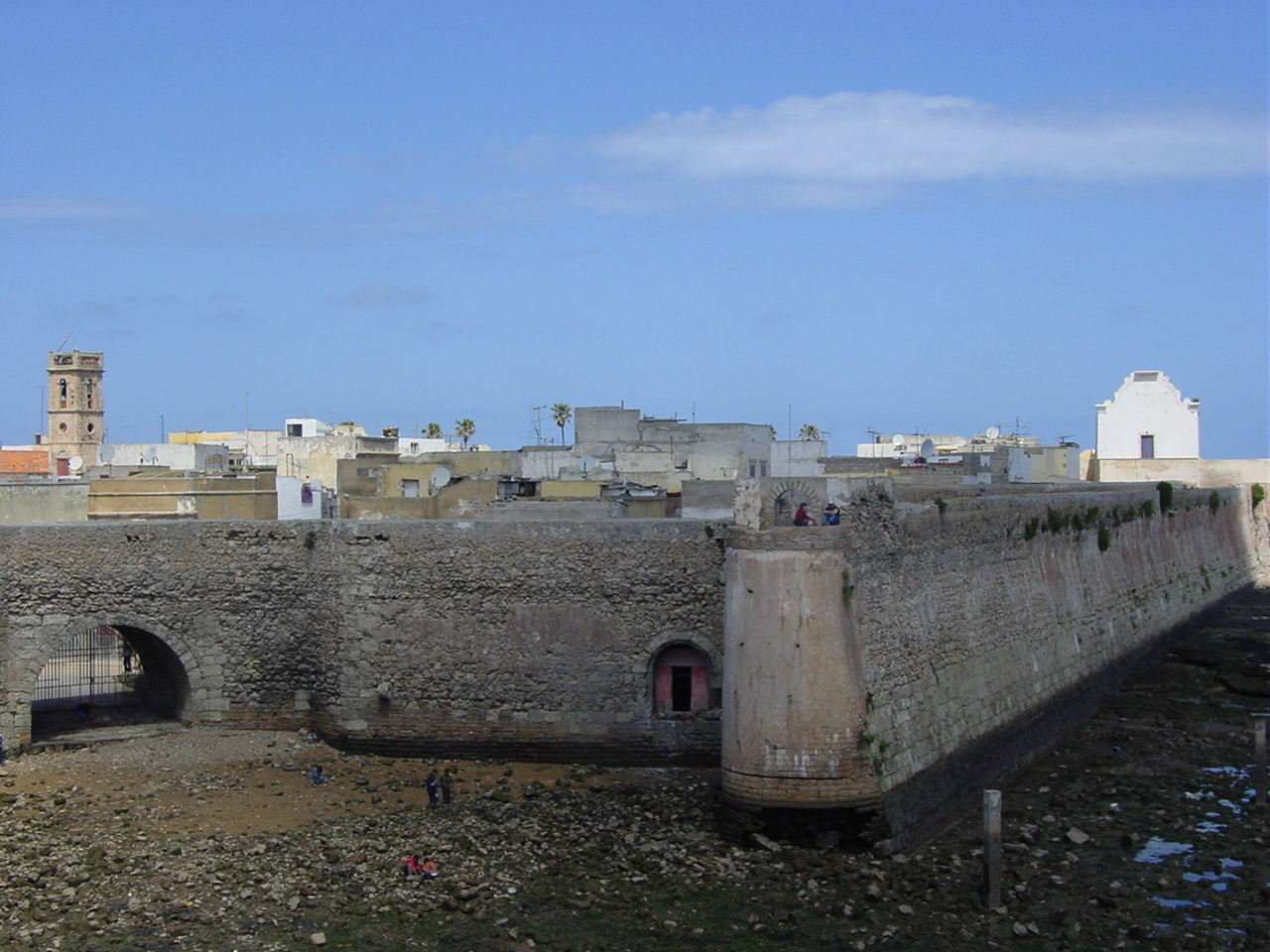
Antiga fortaleza portuguesa de Mazagão

Os Oatácidas ou Banu Uatas (Banû Watâs) são uma tribo de berberes Zenetas como os Merínidas. Esta tribo, que seria inicialmente proveniente da actual Líbia, estava estabelecida no Rif, na margem do Mediterrâneo. De sua fortaleza de Tazuta, entre Melilha e a Muluia, os Beni Uatas expandiram gradualmente seu poder à custa da família reinante Merínida.
Estas duas famílias sendo aparentadas, os Merínidas recrutaram vários vizires na tribo Oatácida. Os vizires Oatácidas impõem-se pouco a pouco no poder. O último sultão Merínida foi destronado em 1465. Segue-se um período de confusão que dura até 1472. Marrocos é cortado em dois, com ao sul uma dinastia árabe emergente, os Saadianos, e no norte um Sultanato Oatácida declinante.
Em 1472, os sultões de Fez perderam todos os seus territórios estratégicos e já não têm o controle do Estreito de Gibraltar. Os Portugueses apoderam-se de Tânger, em 1471, que quase dois séculos mais tarde (1661) cedem a Inglaterra como dote da rainha Catarina de Bragança a seu marido Carlos II de Inglaterra.
Durante o governo Português (1471-1661), Tânger é a capital do Algarve, em África, porque existem dois Algarves, a da Europa e a de África, tanto um como outro considerados territórios pessoais da Dinastia de Avis e depois da dinastia de Bragança (o rei de Portugal também tinha o título de Rei dos Algarves). Sob os reinados sucessivos de Afonso V, João II e Manuel I (período que marca o apogeu da expansão Portuguesa) o Algarve africano abrange quase toda a costa atlântica de Marrocos , com a excepção de Rebate e Salé. Os Portugueses controlam a parte costeira que se estende desde Ceuta até Agadir (Fortaleza de Santa Cruz do Cabo de Gué), tendo como marcos as praças fortes de Alcácer-Ceguer, Tânger, Arzila, Azamor, Mazagão e Safim e do Castelo Real de Mogador. Estas possessões formam as fronteiras, e são usadas como paradas na rota do Brasil e do Estado Português da Índia. No entanto, a maioria do Marrocos português é conquistada pelos Saadianos em 1541. A última fronteira é a de Mazagão, recuperada pelos marroquinos em 1769. Os espanhóis, quanto a eles dominam parte da costa do Mediterrâneo com os presídios de Melilha e o Ilhote de Vélez de la Gomera, assim como a região de Tarfaya em frente das ilhas Canárias. Também conservam o controlo de Ceuta após a Restauração da Independência de Portugal em (1640). Os Oatácidas enfraquecidos, finalmente, cedem o poder a uma dinastia que reivindicava uma origem árabe Xerifiana, os Saadianos) em 1554.

### A chegada dos andalusinos e dosMouriscos
Desde o princípio da Reconquista, muçulmanos andalusinos começaram a retirar-se para Marrocos, no século XII; mas a maioria deles foram forçados a deixar a Espanha, principalmente em duas fases: com a queda de Granada em 1492, e em 1609 com a Expulsão dos Mouriscos.
É preciso lembrar que antes de 1492, a proximidade geográfica de Marrocos com a Espanha Andaluza naturalmente induz trocas constantes entre esses dois países.
A proximidade de Marrocos e a vontade de voltar para Espanha vai resultar na presença de uma grande concentração de andalusinos na costa norte de Marrocos. Os reis católicos de Espanha vendo um perigo nesta concentração, localizado a apenas 14 km da sua costa, atacaram a costa norte de Marrocos e do Magrebe e tomaram as cidades de Melilha e Beles para evitar qualquer tentativa de retorno.
A chegada  maciça desses andalusinos, que Marrocos vai ter que integrar no tecido económico e social, marcará um novo ponto de viragem na cultura, filosofia, artes e política. Muitos intelectuais e artistas andalusinos vão juntar-se as cortes reais, movimento iniciado pelo famoso Averróis de Córdova (falecido em Marraquexe) e pelo último poeta árabe clássico da Espanha muçulmana, ibne Alcatibe de Granada, que terminou sua vida em Fez.
Os Mouriscos instalados em Rabat (chamada a Nova-Salé) e Salé (Salé Antiga) formam um estado Corsário a partir de 1627, a República de Salé, também chamada República de Bu Regregue, ou  República das duas ribas. Esta entidade política, é comparável a outras regências berberescas do Magrebe. A ousadia dos capitães de Salé é afamada, e alguns deles realizam ataques ousados até a Islândia ou até a América do Norte (Terra Nova, Baltimore). Após um período de independência no início do século XVII, o sultão Alauita Mulei Arraxide acaba com a República de Salé, anexando-a ao Império de Marrocos.
Em Marrocos, esse tipo de guerra (de corsários) declina no final do século XVIII, e acaba definitivamente em 1829, na sequência dos ataques de retaliação por parte da frota de austríaca contra a cidade de Arzila (que seguia à captura de um navio desta nação por corsários marroquinos). A maioria dos capitães de Salé eram de origem árabe, mas também existiam renegados (o mais famoso sendo o holandês Jan Janszoon com o nome de Murade Reis), marroquinos nativos e marinheiros turcos ou turquisados originários de Argel e da Regência de Trípoli.

### Sultanato Saadiano (1509-1659)

Conquistas dos saadianos

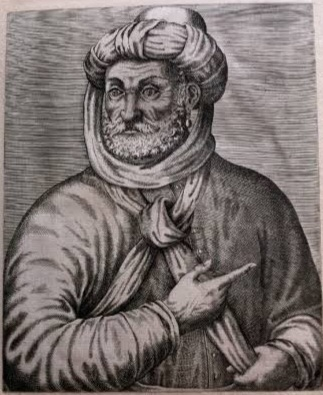
O sultão Amade Almançor Saadi, cujo reino marcou o apogeu da dinastia saadiana

Os Saadianos, às vezes chamados Zaidanidas , constituem uma dinastia árabe Xerifiana originária do vale do Draâ que chega ao poder em 1511 com o sultão Abu Abedalá Alcaim e escolhe Marraquexe por capital definitiva, depois de Tarudante. A partir de 1554, ela controla Marrocos inteiro, enquanto o Magrebe central e oriental está sob o domínio otomano. Maomé Axeique é um acérrimo opositor do sultão otomano Solimão, o Magnífico. Para evitar a ameaça representada pelos governadores turcos de Argel, o Sultão saadiano não hesita em procurar a aliança dos espanhóis que ocupam Orão, e permite-lhes apoderarem-se de Tremecém. Apesar de um ataque devastador contra Fez as tropas otomanas não penetram realmente no território de Marrocos, e os Saadianos podem estender a sua ocupação na Argélia do noroeste. A diplomacia de Maomé Axeique, ganha-lhe a inimizade tenaz da Sublime Porta. De facto, em 1557 assassinos pagos pelo paxá de Argel Hasan Corso (Pietro Paolo Tavera, de origem corsa), decapitam o Sultão de Marrocos e enviam sua cabeça como um troféu para Istambul, onde Solimão pode contemplar o seu implacável inimigo do oeste. Este assassinato, no entanto, não tem impacto militar e até reforça as fundações da dinastia Saadiana.
Apesar de sua oposição à Sublime Porta, os Saadianos organizam o seu exército no modelo Otomano. A administração adopta os títulos de Paxá e Bei, e os sultões equipam-se com uma guarda de elite composta por Peiques e Solaques, inspirados na disciplina e na vestimenta dos Janízaros turcos. Um Califa (Xeque) do Sultão exerce o poder de vice-rei a partir de Fez, sobre as províncias do norte e do leste. Muitos paxás e caides ou cabildos (chefes) são renegados e andalusinos responsáveis pela coleta dos impostos e pela repressão das revoltas contra o Makhzen (governo central).
A influência turca explica-se pelo banimento dos príncipes Abu Maruane Abedal Maleque I e Amade (o futuro Amade Almançor Saadi) em Argel e Istambul durante o reinado do meio-irmão deles Mulei Abedalá Algalibe, que queria eliminá-los para ser o único representante da dinastia. O apoio do sultão otomano Murade III às reivindicações dos dois príncipes Saadianos pode parecer paradoxal, dada a natureza conflituosa das relações Turco-marroquinas, mas Abedal Maleque e depois seu irmão sabem usar deste apoio para obter o trono e eliminar o seu sobrinho Mulei Maomé (filho de Abedalá Algalibe), que por sua vez alia-se com Portugal.
Designados pelas irmandades místicas, incluindo a Chadilya e Jazoulya, os Saadianos têm a difícil tarefa de reunificar o Marrocos e lutar contra o jovem rei D. Sebastião de Portugal que pretende exercer a sua cruzada pessoal em África, aproveitando-se dos litígios dinásticos. Em 1578 em Alcácer-Quibir, na batalha designada dos Três Reis, o Exército Português composto de mercenários de toda a Europa Ocidental (cavaleiros Portugueses, milicianos espanhóis, lanceiros alemães e alabardeiros Papais), é destruído pelas forças Saadianas. Depois desta batalha, a dinastia focaliza-se no nordeste de Marrocos, a fim de proteger o reino contra o Império Otomano. A morte de Murade III, em 1595 põe fim ao apetite hegemônico da Sublime Porta e assim reforça a independência de Marrocos.
Se turcos encontravam-se principalmente no Estado-Maior e na artilharia, a maioria da armada saadiana é composta de renegados europeus e de tribos militares árabes, bem como contingentes do Suz (os Ehl el-Souss constituindo a espinha dorsal militar da dinastia). Esta força considerável, estimada em 40 000 homens pelo historiador Henri Terrasse, faz do sultão Amade Almançor o líder político mais poderoso desta parte da África. Ele parece prová-lo em lançar um dos seus melhores oficiais, o general Iuder Paxá, à conquista do Império Songai do Mali que se torna, após a Batalha de Tondibi o paxalique marroquino de Tombuctu e do Sudão Ocidental. No plano religioso, a primazia do califado saadiano é reconhecida até ao Chade por Idris Alaoma III, soberano do Império de Bornu.

Retrato do Rei D. Sebastião (1571-74), por Cristóvão de Morais, no Museu Nacional de Arte Antiga

A dinastia de Ásquia do Mali deitada abaixo, o ouro  do vale do rio Níger toma o caminho dos oásis de Marrocos, e em seguida, de Marraquexe pelo circuito das caravanas, com uma forte escolta. Com este ouro do Mali, o Sultão lança-se numa política de prestígio, completa o seu imenso Palácio El Badi, e mesmo a rainha de França Catarina de Médici tenta recorrer a um empréstimo  de 20 000 ducados do rico Almançor. Por seu lado a rainha Isabel I quer forjar uma aliança estratégica contra a Espanha, com o  califado saadiano, para combater as ambições de Filipe II. Esta política é encarnada pelo ataque conjunto anglo-marroquino contra Cádis (1596) e a troca de embaixadores entre as cortes de Londres e de Marraquexe em 1600. Mas esta página brilhante termina com a morte de Amade em Fez em 1603. A partir de 1612, os paxás de Tombuctu comportam-se como príncipes independentes e o ouro do Mali não chega mais a Marraquexe. A dinastia apaga-se em 1659 com a morte do sultão Amade Alabas, o que põe fim a uma longa guerra dinástica entre os vários herdeiros da família Saadiana.
Na véspera do fim da dinastia Saadiana, Marrocos fraciona-se em vários poderes locais, alguns dos quais pretendem ganhar um nível nacional. Entre esses poderes, destacam-se a Zauia de Dila, com base no Médio-Atlas, cuja força reside na tribos berberes das montanhas, incluindo os Sanhajas; e a Zauia de Illigh, que funda o reino de Tazeroualt no Suz e controla importantes rotas de caravanas do Saara. Paralelamente a estes estados teocráticos Sufis, o chefe de guerra el-Ayyashi, campeão do jiade nas províncias atlânticas, apodera-se de uma região importante no Gharb. As cidades costeiras dominadas pelos andalusinos também se transformam em entidades políticas independentes, como a República de Salé e o principado dos Nacsidas em Tetuão. Finalmente, em Marraquexe e no Hauz emerge o senhorio dos antigos chefes do palácio saadiano. Mas de todos esses protagonistas envolvidos, são os Alauitas, emires do Tafilete, que se impõem com uma conquista metódica e progressiva de Marrocos, aproveitando as fraquezas internas e as divisões dos adversários. A dinastia alauita chega assim ao poder, na metade do século XVII.

### Os Sultões Alauitas (de 1664 até o presente) e a consagração do EstadoXerifianomarroquino
.

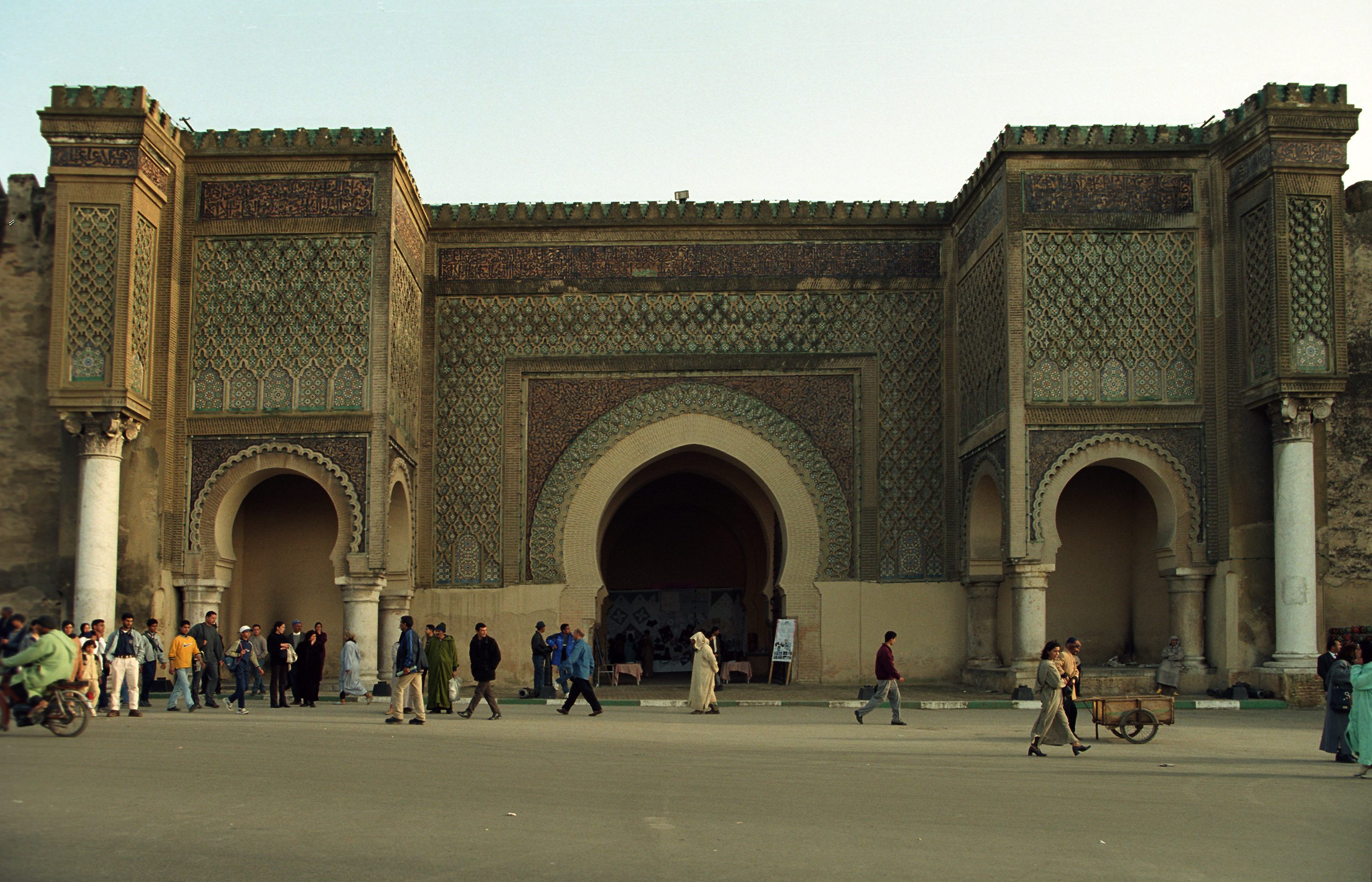
Porta Bab Mansur el Aleuj na cidade imperial de Mequinez, concluída em 1732

Um dos mais famosos alauitas, é o  sultão Mulei Ismail, segundo soberano da dinastia, a quem os cronistas e testemunhas contemporâneas concordam em dar 26 anos quando sucedeu a seu meio-irmão Mulei Arraxide, morto acidentalmente em Marraquexe, em 1672. Reina até 1727. O Sultão impõe a sua autoridade em todo o Império Xerifiano, com sua armada composta de milícias de soldados-escravos negros originários do Senegal , do Mali e da Guiné (os chamados Abid al-Bukhari, verdadeiros Janízaros africanos dedicados exclusivamente à pessoa do sultão),  e das tribos árabes guich (Oudayas, Cherrardas, Cheraga). No sistema guich, as tribos beneficiam de isenções fiscais e de terras agrícolas em troca de seus serviços, mas isso leva à formação de uma casta militar todo-poderosa  no seio da qual  o "Makhzen"  recruta também grande parte dos seus funcionários. O Estado Ismailita é uma formidável máquina administrativa que controla o país desde Mequinez, nova capital imperial no lugar de Fez e de Marraquexe. Durante o reinado de Ismail Meknes dota-se de verdadeira cidade proibida à maneira de Marrocos, com seus conjuntos de palácios, tanques, mesquitas, jardins e fortalezas.
Ismail mantém uma correspondência regular com o Luís XIV de França, a quem pede em casamento a sua filha, Maria Ana de Bourbon. O pedido não tem resultado. O embaixador de Marrocos em França em 1699, o almirante dos "mares marroquinos" Abedalá ibne Aixa, é o autor do primeiro ensaio em árabe que descreve Versalhes e os esplendores da corte real francesa. Seguia de alguns anos (1693) o Barão François Pidou de Saint-Olon, embaixador da França em Mequinez, autor de uma "relação" do "reino de Fez e de Marrocos". A relações entre os dois países conhecem uma fase de declínio, devido ao fracasso do resgate dos cativos cristãos por missões religiosas, e também por causa da vida difícil dos condenados muçulmanos às galeras retidos em França. A amizade franco-marroquina tinha sido motivada pela oposição de ambos os países com a Espanha de Carlos II, mas a ascensão ao trono espanhol de Filipe V (Filipe de França, conde de Anjou), neto de Luís XIV, mete fim a esse acordo. Portanto os laços diplomáticos oficiais são cortados entre Mequinez de um lado, e Paris e Madri do outro, em 1718. Apenas serão restabelecidos em 1767. Ismael considera que a monarquia hispano-francesa dos Bourbon como agora inteiramente hostil aos interesses de Marrocos. A França é, portanto, suplantada no Império Xerifiano pela Inglaterra, o que  ilustra a brilhante Embaixada Britânica do Comodoro Stewart e de John Windus em Mequinez, em 1721.
Ismail conduz uma guerra contínua contra as tribos rebeldes do Atlas (que acabam por se submeter), mas também contra os inimigos externos: os espanhóis, os ingleses ( pelo menos, antes da sua evacuação de Tânger em 1684) e os otomanos da regência vizinha de Argel que cobiçam a região de Ujda. O Sultão estende a autoridade xerifiana sobre a Mauritânia até ao Rio Senegal, com a ajuda dos Emires mouros do Adrar, de Trarza e Brakna, reafirmando a soberania do "Makhzen" sobre o país de Chingueti. No leste, os oásis de Tuat são submetidos. Nos anos 1700, Ismail também faz campanhas militares contra alguns de seu próprios filhos desejosos de criarem principados no Suz, em Marraquexe e no Marrocos Oriental.

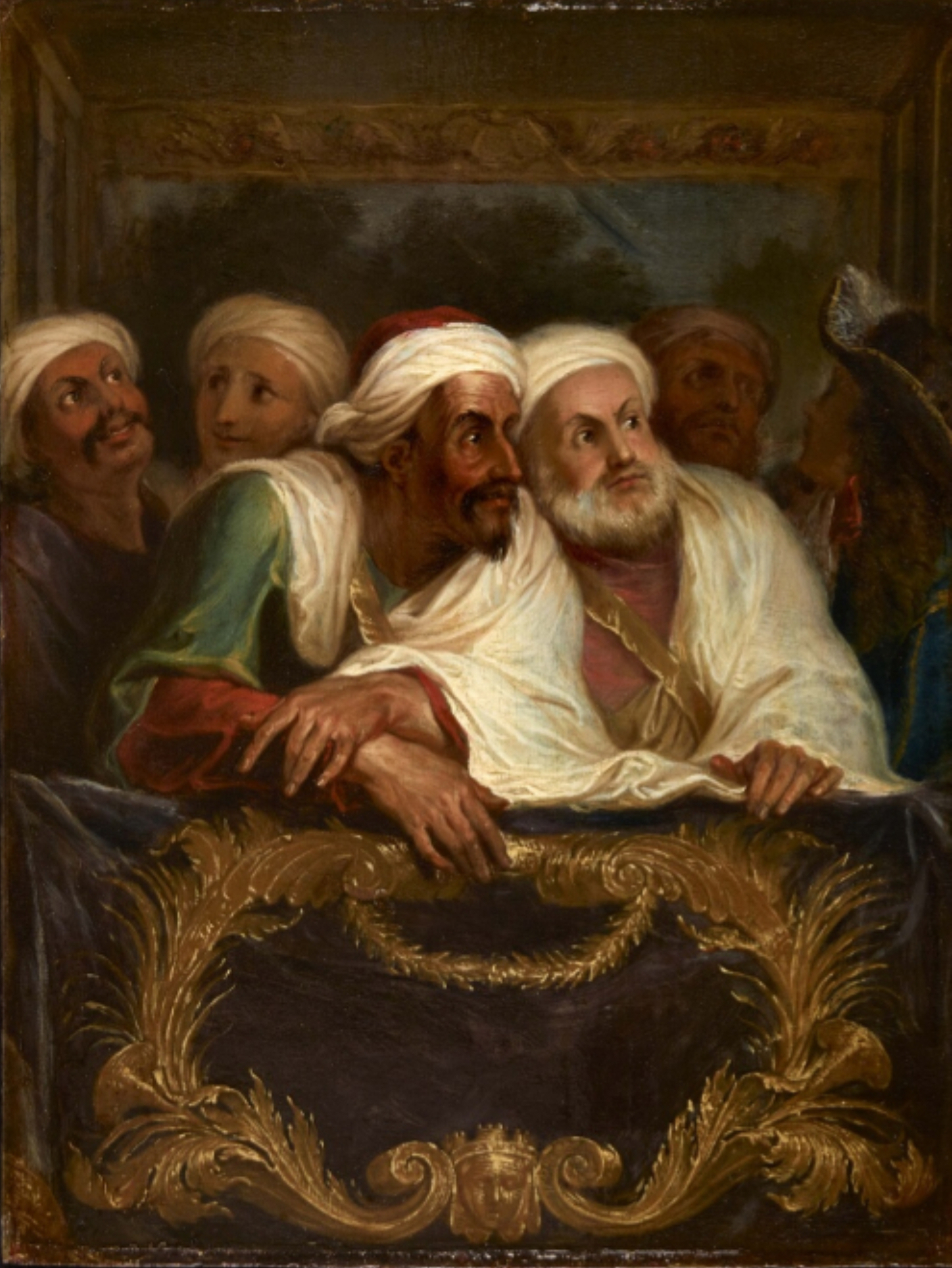
Maomé Temim, embaixador de Marrocos assistindo a uma representação, no teatro italiano de París (1682)

De 1727 a 1757, Marrocos enfrenta uma grave crise dinástica, durante a qual os  Abid al-Bukhari (em árabe: عبيد البخيري‎ — os escravos de Bukhari — exército de escravos negros fundada pelo sultão Mulei Ismail) fazem e desfazem os sultãos,  enquanto as tribos guich revoltam-se e Raziam as cidades imperiais. As outras tribos aproveitam-se da anarquia para entrar em dissidência (Siba que significa anarquia). Nestes tempos conturbados, assinala-se a figura de Mulei Abedalá de Marrocos, demitido e restabelecido por diversas vezes entre 1729 e 1745. Sofre as secessões dos seus meio-irmãos que fundam verdadeiros reinos em cada província, com o apoio de tal ou tal facção dos Abid ou dos guich. Da mesma forma, os moradores de Salé e Rabat reconectam com uma autonomia corsária, e no norte marroquino os paxás da família Rifi estabelecem uma verdadeira dinastia que controla Tânger e Tetuão. As poderosas confederações  tais como os Aït Idrassen e os Guerrouane, entram em dissidência e apoderam-se do comércio de caravanas ligando os centros comerciais do Império Xerifiano às oásis do Saarianas e ao Sudão Ocidental.
A ordem é restabelecida por Maomé III de Marrocos (r. 1757–1790), que restabelece a unidade do sultanato e a autoridade do Makhzen oficial. A política de Maomé III é caracterizada pela abertura diplomática e comercial de Marrocos. Tratados são celebrados com as principais potências europeias que mantêm consulados e casas de negócio nos novos portos marroquinos do Atlântico, fundados por Maomé III. Os portos de Anfa (Casablanca), Mogador (Essaouira), e Fédala (Mohammedia) também são organizados e simbolizam o desenvolvimento econômico do litoral atlântico, livre da ocupação estrangeira, após a evacuação de Mazagão pelos portugueses e o fim definitivo do  Marrocos Português em 1769. Maomé III também foi o primeiro chefe de estado a reconhecer a independência da jovem república americana dos Estados Unidos em 1777. O rei marroquino estabelece uma amizade epistolar com George Washington.
No plano interior, o reinado é marcado por mutinarias provocadas pelo corpo dos Abid (em Mequinez, em 1778), e por uma seca severa que dura seis anos (1776–1782) que gera conseqüências econômicas e demográficas catastróficas. Esta situação negativa vai acentuando-se durante o reinado de Al-Yazid de Marrocos (r. 1790–1792), famoso por sua crueldade e por sua guerra inacabada contra a Espanha. Seu desaparecimento levou ao regresso de guerras dinásticas e de anarquia tribal. O Império é dividido em duas Makhzen rivais, um em Fez (com Mulei Solimão de Marrocos), o outro em Marraquexe com (Mulei Hixame de Marrocos). Solimão sai vencedor e reunifica o sultanato em 1797.

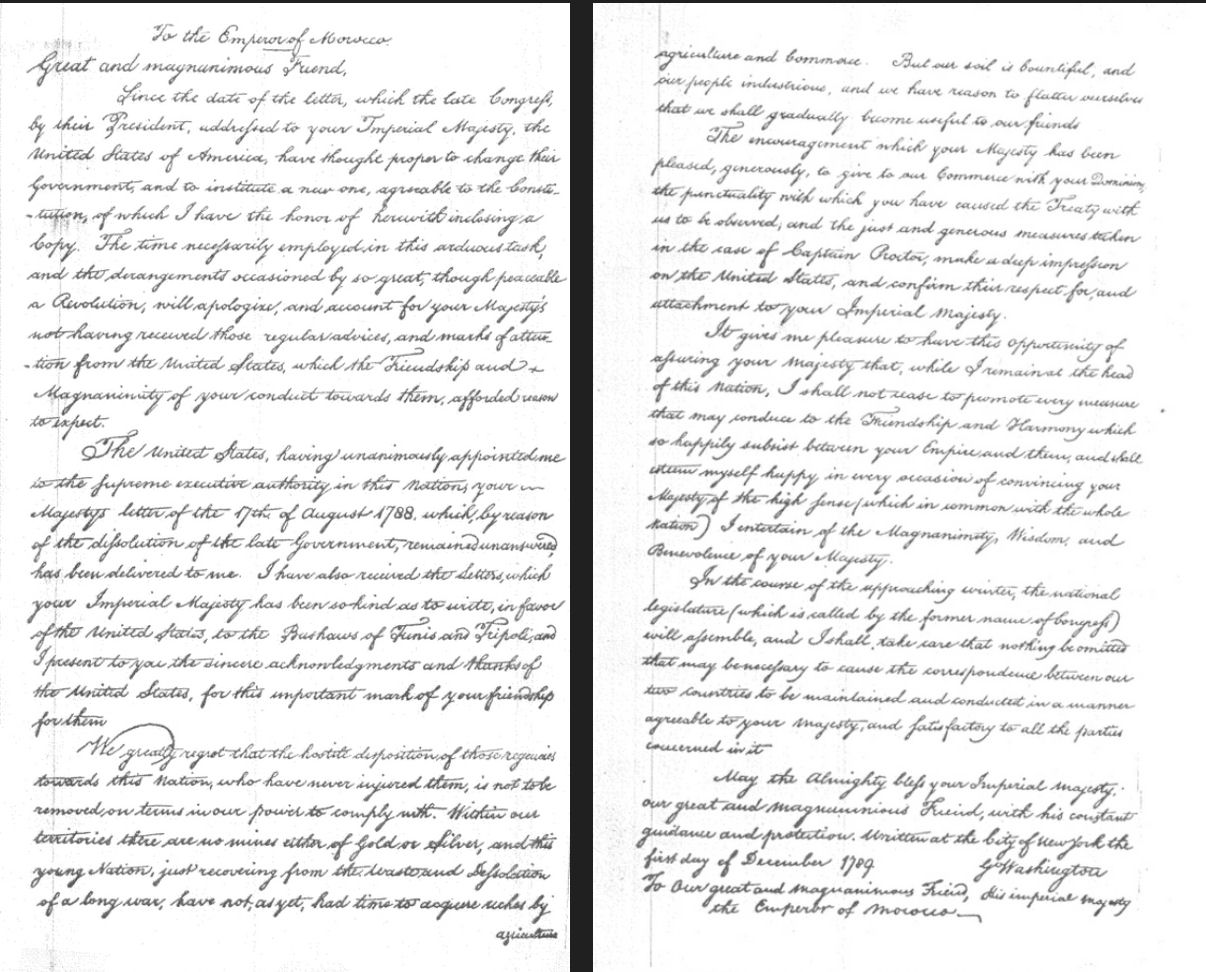
Carta de George Washington dirigida a Maoménbsp;III na ocasião do tratado de paz e amizade Marroco-americano assinado em Marraquexe em 1787

Mulei Solimão (r. 1792–1822) conduz uma política de isolacionismo. O sultão fecha o país ao comércio exterior, incluindo Europeu, e elimina postos de aduana criados por seu pai. No plano interior, os seus dairs (decretos) abertamente de inspiração Salafista causam rebeliões tribais e urbanas, ligadas à sua decisão de proibir os moussem (festas anuais associando celebração religiosa e actividades comerciais) e marabutismo. Os berberes do Atlas Médio, como os Aït Oumalou, agrupam-se sob a liderança do caudilho Boubker Amhaouch e formam uma grande coligação tribal, à qual mesmo os Rifianos se juntam. Durante os anos 1810], o exército Makhzen sofre várias, que vão até a queda de Fez, e a retirada do sultão nas cidades costeiras que permanecem sob a sua autoridade. A cidade de Fez e as tribos rebeldes vão até tentar impor o próprio filho de Solimão, Mulei Saide, na chefia do Estado, mas acabam por não conseguir.
No plano exterior, o sultão consegue evitar as tentativas de influências diplomáticas e militares exercidas pelo imperador Napoleão I, próximo vizinho de Marrocos desde a ocupação da Espanha pelas tropas francesas em 1808. Mulei Solimão volta-se para Saúde ibne Abdulazize, Emir de Néjede e do Primeiro Estado Saudiano, mostrando um forte interesse pelo salafismo uaabita . Esta aliança estratégica é devida às afinidades antiotomanas que caracterizam o rei de Marrocos como o Emir Saudiano, assim como as crenças religiosas de Solimão. Tirando partido da sua campanha militar contra a Regência de Argel, o Sultão consegue expulsar definitivamente as tropas turcas a partir do Bei de Mascara, que ocupavam as províncias orientais de Ujda e de Berkane desde 1792, e restaurar a autoridade xerifiana sobre o Touat e outras oásis no Saara central.

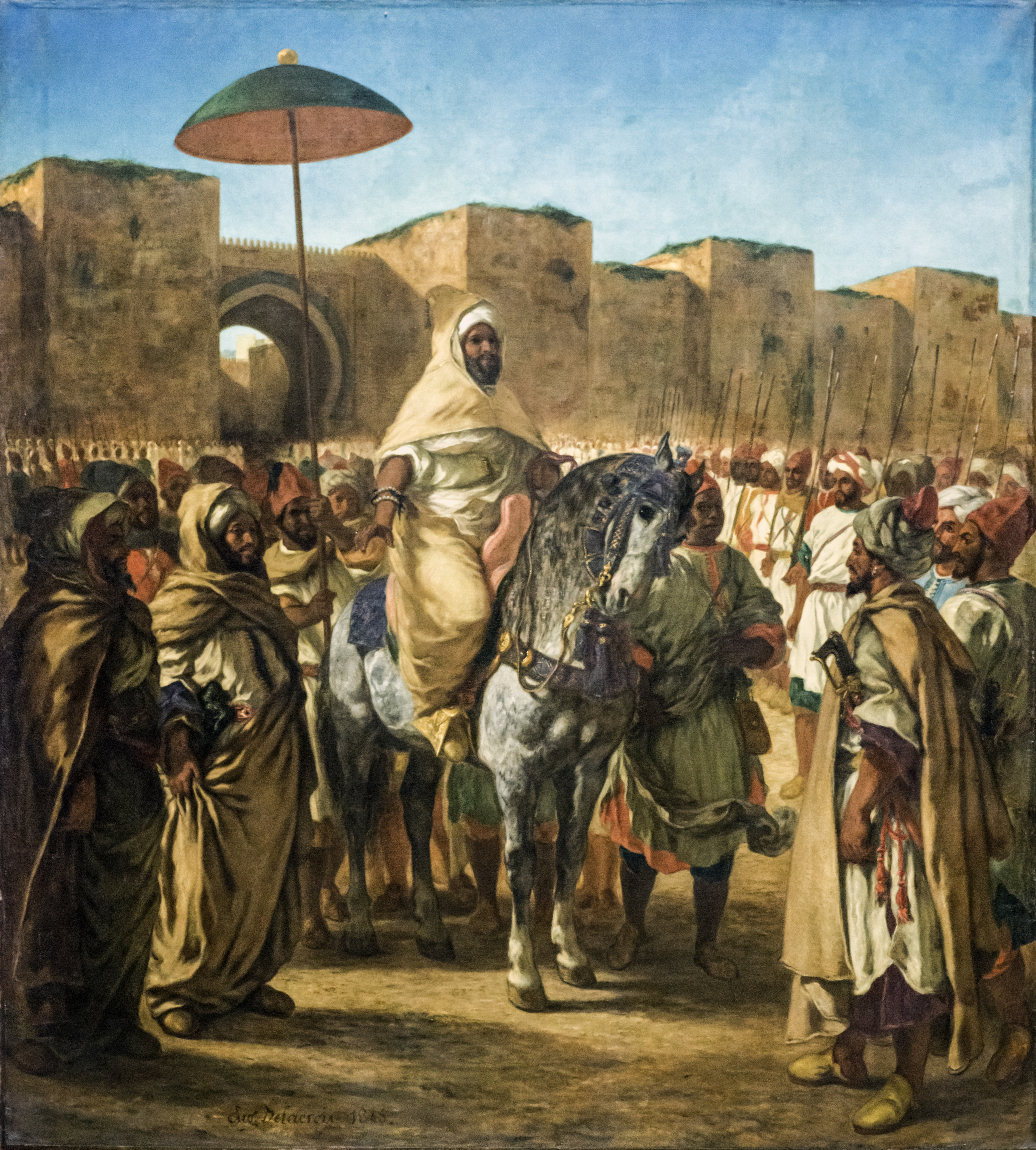
O sultão Abderramão, segundo Eugène Delacroix (1845)

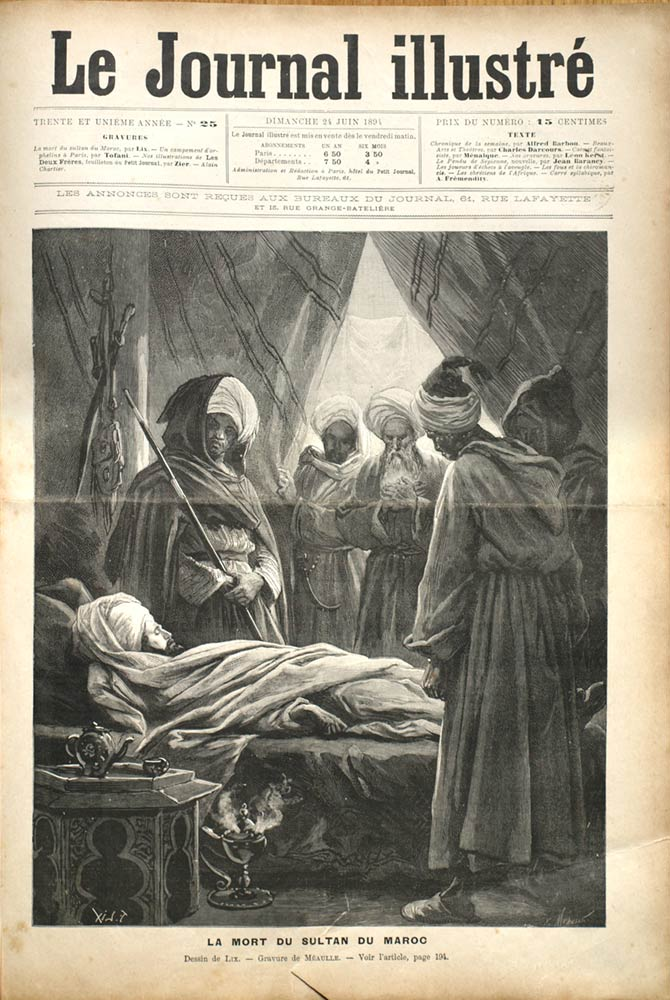
A morte de Haçan I de Marrocos em 1894, no Journal illustré

No entanto, o sultão acaba por abdicar em 1822 em favor de seu sobrinho Abderramão ibne Hixeme, após a pesada derrota infligida ao exército Makhzen pela zauia Cherradia perto de Marraquexe. Abderramão (r. 1822–1859) tenta fazer sair o Império Xerifiano do seu isolamento, mas seus desejos são frustrados pelas primeiras agressões do colonialismo europeu moderno. O reinado deste Sultão corresponde de fato à conquista francesa da Argélia, em que Marrocos está envolvido,  apoiando o emir Abd El-Kader, que acaba derrotado na Batalha de Isly, e à guerra hispano-marroquina, que termina com a ocupação espanhola de Tetuão em 1860.
Após este conflito catastrófico para o Makhzen, que deve pagar a Espanha, uma "indemnidade" de guerra de duzentos milhões d'ouros (emprestados por bancos britânicos), Maomé IV de Marrocos (1859-1873), sucessor de Abderramão começa uma política de modernização do Império Xerifiano. O exército é o primeiro no campo das reformas estruturais. O sistema das tribos guich é abolido e substituída por um recrutamento no seio de todas as tribos "nuaibes" (sujeitas ao imposto regular), que devem fornecer tabors (unidades) regulares de Askares (soldados). A formação destas tropas é confiada a conselheiros militares europeus, como o escocês Harry Aubrey de Maclean (que recebe o título de caide para a organização de um regimento de elite formado sobre o modelo britânico), e o armamento é adquirido em empresas estrangeiras como a firma alemã Krupp.
Em paralelo a esta modernização do exército, são criadas indústrias (fábricas de munições, de açúcar, de papel), os avanços tecnológicos são registrados como a instalação da primeira impressa árabe de Marrocos em Fez em 1865. Mas essa política implica despesas consideráveis que exigem um financiamento substancial. O Makhzen é obrigado a cobrar impostos adicionais que não estão em conformidade com a Lei islâmica, que se tornam rapidamente impopulares e reprovados pelos ulemás. As tensões relacionadas a esta decisão estouram após a morte de Maomé IV, sucedido por Haçane I em 1873. Nas cidades elas tomam forma de tumultos sociais violentamente reprimidos, cuja revolta dos curtidores de Fez é um exemplo ilustrativo.
O reinado de Haçane I corresponde à vontade do sultão de conciliar as exigências de uma modernização do Estado à complexidade social e política de Marrocos. Essa reinado se encaixa também na perspectiva das rivalidades imperialistas europeias que se tornam ainda mais prementes após a Conferência de Madrid de 1880, que prefigura a futura partilha do Império Xerifiano no xadrez internacional. Como a Turquia, o Irão ou a China da época, Marrocos torna-se um "homem doente", segundo a expressão consagrada nos círculos colonialistas. por meio de concessões econômicas e do sistema de empréstimos bancários, cada uma das potências interessadas europeias, incluindo a França, a Espanha, o Reino Unido e a Alemanha, esperam  preparar o caminho para a conquista total do país. A habilidade do Makhzen é de saber manter à distância as cobiças combinadas do imperialismo europeu e de jogar com as rivalidades entre as potências. Mas a morte de Haçane I, ocorrida durante uma expedição ao Tadla em 1894, deixa o poder ao muito jovem Abdalazize (com apenas quatorze anos de idade), filho de uma favorita do Harém Imperial originária de Circássia, uma certa Lalla Reqiya.
Uma regência é então exercida até 1900 pelo grão-vizir Amade ibne Mussa (Bamade), que vem da antiga corporação dos Abide de Bucara (Abid al-Bukhari) do palácio. O grão-vizir continua inteligentemente a política pragmática de Haçane I, mas a sua morte provoca um agravamento da anarquia e das pressões estrangeiras, como também uma rivalidade entre Mulei Abdalazize e seu irmão Mulei Abdal Hafide, que acaba por transformar-se numa guerra de competição pelo poder.
Após a vitória de Abdal Hafide, jovens intelectuais e reformadores progressistas influenciados pela revolução dos Jovens Turcos em Istambul, tentam de lhe apresentar um projecto de Constituição Xerifiana em 11 de outubro de 1908. No entanto, a profunda crise institucional do sultanato e o aumento da pressão europeia impedem o projecto. A fraqueza do Makhzen permite também que um aventureiro chamado Jilali ben Driss, mais conhecido como o Rogui Bou Hmara, consiga fingir ser um filho de Haçane I, e ser reconhecido como Sultão em Taza e em todo o Marrocos do nordeste durante vários anos antes de ser finalmente capturado em 1909.

## A pressão colonial

### Potências presentes

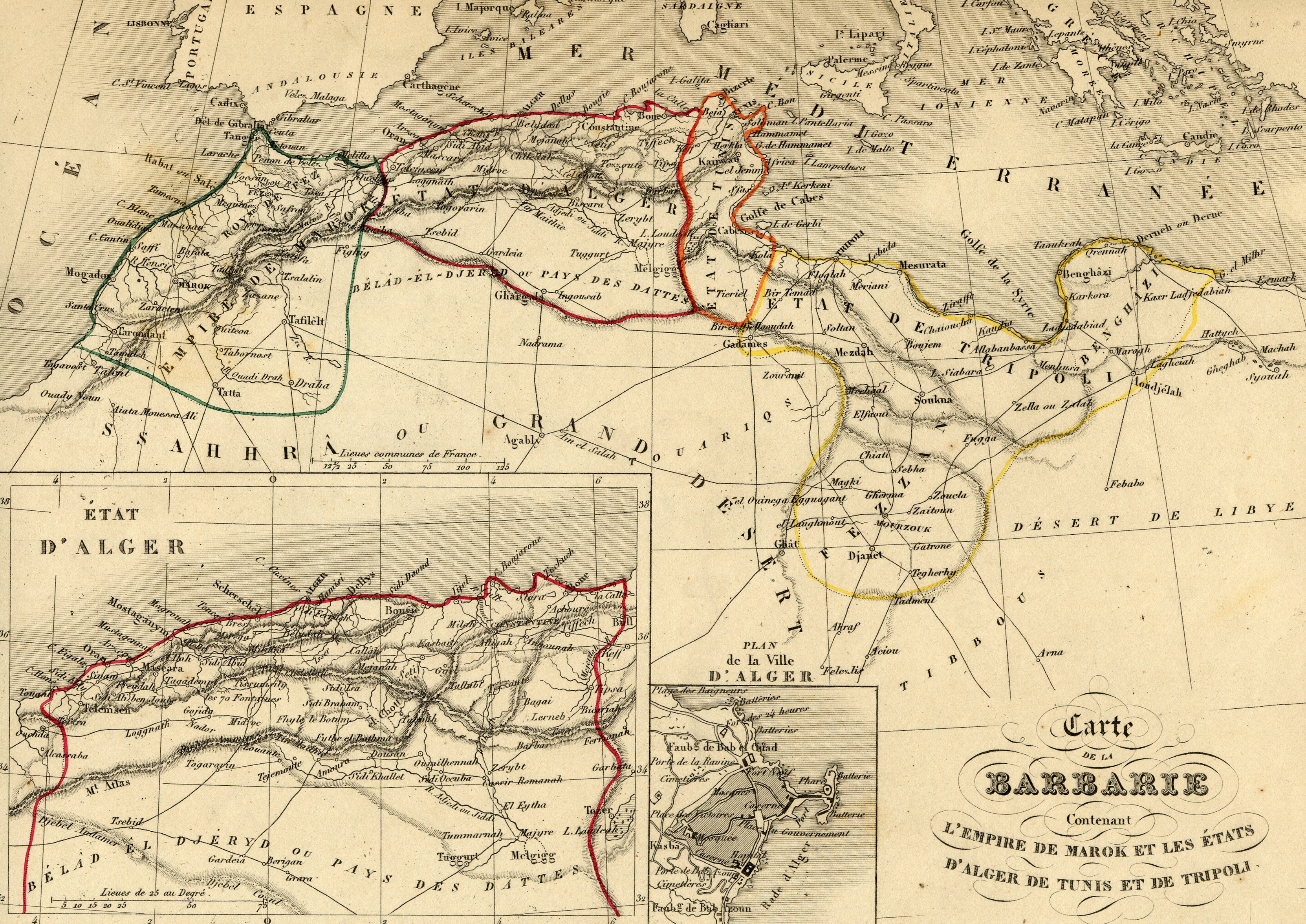
Mapa da Barbária em 1843 (parte norte do Magrebe) de acordo com o geógrafo Alexandre Vuillemin

Durante o século XIX, as potências coloniais europeias procuram estabelecer a sua influência no Norte da África.
Quando conquistou a Argélia, a França, tinha recebido de Marrocos uma promessa de neutralidade (1832). Mas em 1839, o sultão Abderramão ibne Hixeme apoia a acção do sultão da Argélia Abd el-Kader, e o conflito argelino estende-se para as províncias marroquinas. O exército marroquino é derrotado pelas tropas francesas do marechal Bugeaud no Isly em 17 de agosto de 1844. O Tratado de Tânger, de 10 de setembro de 1844, mete fora da lei o sultão Abd el-Kader e define a fronteira entre os dois países.
O Reino Unido procura aumentar o seu poder económico e assina, em 1856, um tratado comercial, muito a seu favor. A Espanha empreende uma reconquista : respondendo ao sucesso das colonizações realizadas pela França, ela toma posse das Ilhas Chafarinas, ilhotes do Mediterrâneo, em Maio de 1848, e começa e ganha a guerra de Tetuão em 1859-1860. Esta derrota com pesadas perdas humanas, impõe a Marrocos uma importante indemnização de guerra, o que agrava a já ruim situação econômica.
A França quanto a ela, ansiosa por constituir em África do Norte um território homogêneo assina, em 1863, uma covenção franco-marroquino. As vantagens concedidas para a França e o Reino Unido são estendidas a todos os países europeus na Conferência de Madrid (1880).
O Sultão Mulei Haçane, que dirige o país durante este período (1873 - 1894) tenta modernizá-lo e joga com as rivalidades Europeias para manter a sua independência. Mas á sua morte, e ainda mais á morte do Grande vizir regente Amade ibne Mussa, ou Ba Ahmad, em 1900, as manobras coloniais retomam novamente no Marrocos. A França em particular, ocupa e integra os territórios do Leste marroquino a seus departamentos da Argélia entre 1902 e 1904.
Efectivamente, desde que ocupa e coloniza a Argélia, a França está preocupada com a segurança das fronteiras entre a Argélia e Marrocos. Os seus comerciantes e empresários mostram-se bastante activos, principalnmente em Casablanca, um porto de criação recente.
É dessa maneira que Lalla Maghnia e o Saara central tocando a fronteira do Mali, o Tuat,  Tidikelt, o Saoura, Béchar Jorf Torba , Abbadia, Métarfa, Hassi Regel, N'khaila, El Hamira, Kenadsa, e Timimoun, passam sob o controlo francês.

### A crise de Tânger
Em 1904, com o acordo que ficou conhecido como Entente Cordiale, o Reino Unido concedeu à França o domínio de Marrocos, cujo sultão tinha contraído uma grande dívida com aquele país da Europa e, em troca, a França concordou que o Reino Unido governasse o Egipto). A seguir à Segunda Guerra Mundial, de acordo com a “Carta do Atlântico” (assinada entre Churchill e Roosevelt, em 1941), as forças vivas de Marrocos exigiram o regresso do sultão Maomé V e em 1955, a França, que já se encontrava a braços com uma insurreição na Argélia, concordou com a independência da sua colónia, que foi celebrada a 2 de Março de 1956.